# E4
För andra betydelser, se E4 (olika betydelser).

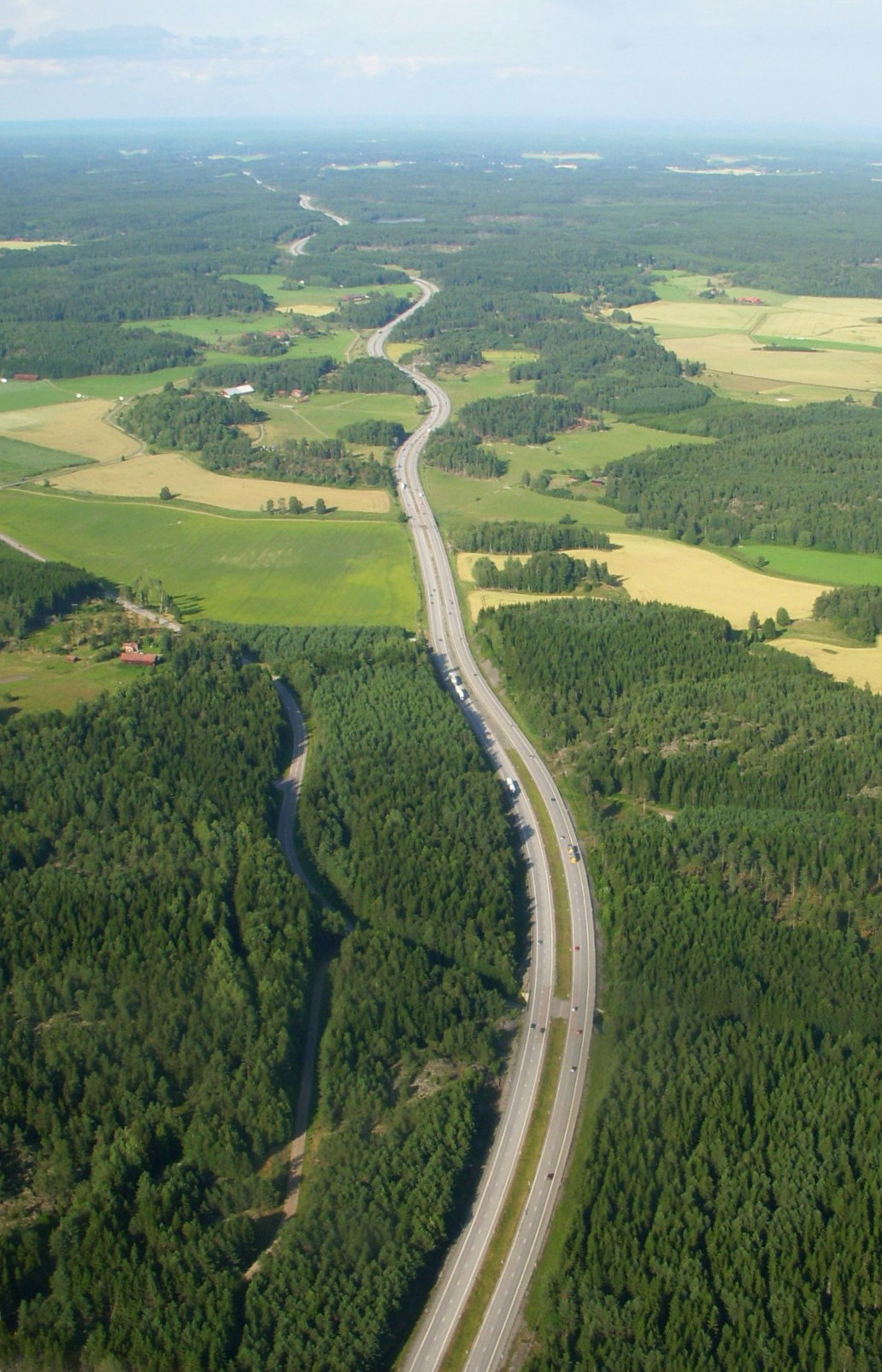
E4:an strax norr om Nyköping, vy mot norr.

E4 eller Europaväg 4 är en europaväg som börjar i Torneå i Finland och slutar i Helsingborg i Sverige. E4 är Sveriges näst längsta väg (efter E45), då sträckan mellan Haparanda (som är startpunkten i Sverige) och Helsingborg utgör 1 590 kilometer. Sträckan i Finland är 0,8 kilometer lång.

## Sträckning
Över gränsen mellan Finland och Sverige skyltas E4 "Haaparanta" västerut och "Finland" österut.
Inom Sverige skyltas E4 mellan följande orter: Haparanda–Kalix–Luleå–Piteå–Skellefteå–Umeå–Örnsköldsvik–Härnösand–Sundsvall–Hudiksvall–Söderhamn–Gävle–Uppsala–Arlanda–Stockholm–Södertälje–Nyköping–Norrköping–Linköping–Mjölby–Ödeshög–Gränna–Huskvarna–Jönköping–Värnamo–Ljungby–Markaryd–Örkelljunga–Åstorp–Helsingborg. Orter i kursivt är fjärrorter, som alltid skyltas. Övriga orter är närorter eller knutpunkter.
I Helsingborg skyltas E4 som om den gick via färja till Helsingör. Enligt europavägsöverenskommelsen är det E47 och E55 och som går över Öresund med färjan och så skyltas det i Danmark (även om E55 tonats ned under 2010-talet).

### Anslutande vägar
Europaväg 4 delar sträckning med andra europavägar på fem ställen, med: 
- E 10 Töre–Luleå
- E 12 i Umeå
- E 18 i norra Stockholm mellan Kista och Järva krog
- E 20 Stockholm–Södertälje
- E 6 och E 20 utanför Helsingborg

Den korsar eller möter dessutom:
- E 8 i Torneå.
- E 14 i Sundsvall.
- E 16 i Gävle.
- E 22 i Norrköping.
- E 47 och E 55 i Helsingborg även om det nästan inte skyltas.

E4 delar sträckning med följande svenska riksvägar och länsvägar: 
- 94 Luleå - Antnäs
- 57 Södertälje–Järna
- 53 förbi Nyköping
- 50 Mjölby–Jönköping
- 40 och 47 genom Jönköping
- 25 förbi Ljungby

Den möter följande svenska vägar (från norr till söder):
| - 99 - 398 - E 10 - 383 - 97 - 94 - 374 - 373 - 95 - 372 - 364 - 363 - E 1292 - 353 - 352 |  | - 348 - 335 - 332 - 90 - 331 - 330 - 86 - E 14 - 307 - 84 - 50 - 83 - 303 - E 16 - 76 |  | - 291 - 292 - 72 - 55 - 290 - 288 - 282 - 77 - 273 - 255 - 268 - 267 - 265 - 262 - 279 |  | - E 18 - 275 - 75 - 271 - 259 - 258 - 225 - E 20 - 57 - 218 - 224 - 223 - 53 - 52 - 216 |  | - 51 - 55 - E 22 - 215 - 210 - 35 - 34 - 23 - 206 - 32 - 50 - 133 - 132 - 31 - 40 - 47 |  | - 30 - 152 - 127 - 27153 - 25 - 120 - 15 - 117 - 24 - 108 - 13 - 21 - 112 - 107 - E 6E 20 - 111 |

### Tätorter
Europaväg 4 passerar genom ett antal tätorter så att gående med flera blandas med genomgående biltrafik, oftast nära centrum: Helsingborg, Härnösand, Örnsköldsvik, Skellefteå, Sangis och Haparanda. Oftast är hastighetsgränsen 40 kilometer i timmen genom dem.

### Alternativa vägar
E4 är i praktiken den snabbaste och smidigaste vägen för att färdas mellan två valfria platser längs vägen. Vid vissa tidpunkter kan det dock vara svåra köbildningar i Stockholm, eller så kan man vilja köra en kortare väg. Följande riksvägar kan därför användas som alternativ till E4 på vissa delsträckor.
- 50 Mjölby–Falun–Söderhamn, 24 km kortare.
- 50 68 Mjölby–Örebro–Fagersta–Gävle, 59 km kortare.
- 50 E 18 56 Mjölby–Örebro–Västerås–Gävle, 54 km kortare.
- 55 Norrköping–Uppsala, 23 km kortare.
- 56 Norrköping–Västerås–Gävle, 39 km kortare. Denna sträcka har sedan 2007 ett enda nummer och kallas också ”Räta linjen”.
- En annan genväg är Antjärn–Säbrå–Älandsbro som sparar 3 km och undviker staden Härnösand. Det handlar dock om småvägar som inte går snabbare.

Genvägarna är kortare men de är inte motorväg (utom vissa sträckor) och därför för det mesta långsammare och farligare. 
- 364 är ett alternativ till E4 Umeå–Skellefteå. Den är förvisso 3 km längre, men i gengäld är trafikmängden betydligt mindre och de långsamma avsnitten[källa behövs] färre.

### Korsande järnvägar
Det finns inte någon plankorsning med järnväg längs Europaväg 4. Senast det fanns någon var 2006 då E4 korsade museijärnvägen Upsala–Lenna Jernväg i Uppsala. 1987 färdigställdes E4 norr om Gävle, innan dess korsade E4 järnvägen vid Hamrångefjärden. Innan förbifarten vid Norrköping byggdes i mitten av 1990-talet fanns en plankorsning med spårväg.
Följande järnvägar korsas, samtliga planskilt:
| - Västkustbanan - Skånebanan - Markarydsbanan - Kust till kust-banan - Jönköpingsbanan - Södra stambanan - Västra stambanan | - Upsala–Lenna Jernväg - Arlandabanan - Norra stambanan - Bergslagsbanan - Ostkustbanan - Ådalsbanan - Botniabanan - Mellansel–Örnsköldsvik - Umeåbanan | - Skelleftebanan - Piteåbanan - Malmbanan - Morjärv–Karlsborg - Haparandabanan |

Spårvägar och tunnelbanor: 
| - Norrköpings spårvägar - Tvärbanan | - Stockholms tunnelbana (Gröna linjen, Röda linjen, Blå linjen) |

## Historia
Texten handlar mest om historiken bakom numreringen. Se avsnittet Vägstandard och vägmiljö för historiska byggprojekt.

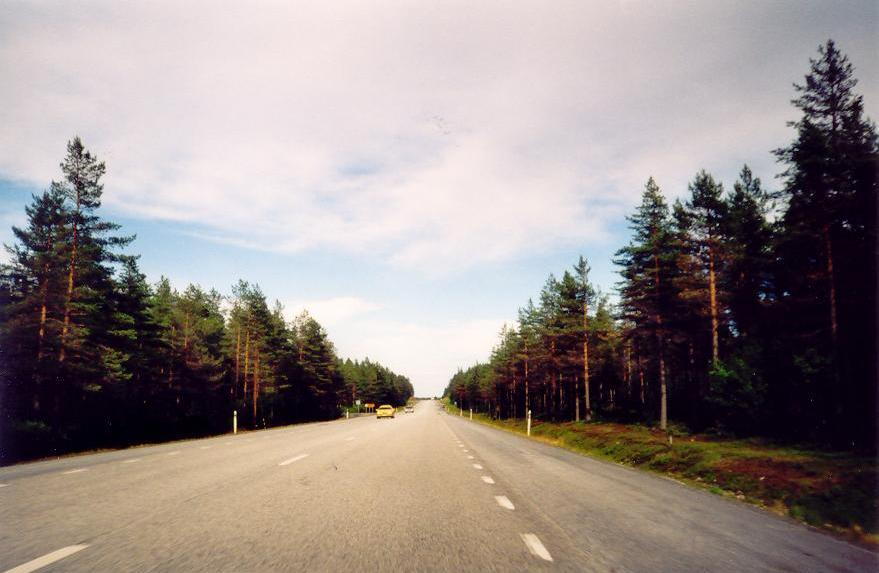
E4 vid Tävraskogen strax norr om Örnsköldsvik, på en bild från början av 2000-talet. Vägstandarden vid den tiden var typisk för E4 i Norrland. På senare år har dock många sträckor av denna typ byggts om till 2+1-väg med mitträcke. E4 norr om Örnsköldsvik är nu invigd som s.k fyrfältsväg, men fortfarande saknas beslut om nybyggnad runt själva stadskärnan sedan vägprojektet plockades bort från regeringens infrastrukturplan 2010–2021.

Från 1945 till 1962 hette vägen Helsingborg–Stockholm Riksväg 1 eller Riksettan. Sträckan Stockholm–Haparanda var Riksväg 13 eller Rikstretton. Redan under den tid vägen hette Riksettan och Rikstretton skedde vissa omläggningar och vissa delar blev motorväg. Efter det att vägen blev omnumrerad till E4 har det skett stora omläggningar och vägen är sedan 2011 helt mötesfri från Hudiksvall och söderut. Från Axmartavlan och söderut är hela vägen motorväg eller mötesfri motortrafikled. Numera går därför den ursprungliga Riksettan parallellt med dagens motorväg på E4.
År 1961 skrev även Sverige på FN:s konvention om Europavägar. Tanken med europavägsystemet är att europavägnumren ska komplettera de nationella vägnumren och därmed förenkla för internationell trafik genom att länka samman de viktigaste nationella stråken i varje land till ett sammanhängande numrerat vägnät. Till skillnad från många andra europeiska länder valde dock Sverige och några andra länder som till exempel Belgien att inkorporera Europavägsnumren i sina nationella vägnummersystem istället för att som i till exempel Tyskland låta dem vara en komplettering till de nationella vägnumren. Våren 1962 skyltades därför hela Riksväg 1 och Riksväg 13 om till E4 i Sverige. E4 gick då från Finland (Helsingfors–Haparanda) genom Sverige och söderut genom Danmark (Helsingör–Rödby), Tyskland (via Puttgarden och Frankfurt), Schweiz (Basel–Genève), Frankrike (Grenoble–Nîmes) och Spanien (Barcelona–Madrid) till Portugals huvudstad Lissabon. – Se Lista över äldre europavägar.
Eftersom E4 är ett välkänt och inarbetat vägnummer i landet ändrades inte vägnumret när europavägnumren i Sverige reviderades 1992 för att följa övriga Europa, som under tiden hade skapat ett mer logiskt system för vägnumrering av vägar i nord–sydlig respektive öst–västlig riktning med betydligt fler europavägar. Det började införas 1985 i en del länder. Att behålla numret E4 krävde dock förhandling eftersom vägen var tänkt att heta E55 när det nya systemet beslutades. Detta får till följd att E55 slutar i hamnen i Helsingborg medan vägen från färjeläget i Helsingborg och norrut till E8 i Torneå heter E4.
Förr hade E4 sin nordliga ände i Keminmaa i Finland, men förkortades 2002 med 20 kilometer så att den börjar i Torneå. Detta gjordes på grund av att E8:an förlängdes i Finland med sträckan Torneå–Åbo.

## Framtidsplaner
Genom sin nord–sydliga riktning igenom Sverige från Torneå i norr längs Norrlandskusten till Stockholm och vidare söderut igenom Östergötland och Småland till hamnen i Helsingborg betraktas vägen som Sveriges viktigaste trafikled i sin helhet.

### Helsingborg–Gävle
Redan på 1950-talet beslöt man att det skulle finnas motorväg mellan Jönköping och Uppsala som mål, vilket blev klart år 2000 och tog drygt 40 år. Den sista sträckan som invigdes var Ödeshög–Mjölby. Senare har man också haft som mål att bygga en sammanhängande motorväg mellan Helsingborg och Jönköping. Sedan sträckan Kånna–Toftaholm blev färdig år 2025 uppnåddes målet fullt ut. Men då hade det varit korsningsfritt och mötesfritt sedan 2006. E4 är år 2025 mötesfritt och nästan helt korsningsfritt mellan Helsingborg och Hudiksvall (cirka 845 kilometer).
- En ny 21 kilometer lång motorvägsförbindelse väster om Stockholms innerstad, benämnd Förbifart Stockholm, byggs och beräknas färdigställas år 2030.[2]

| Sträcka                             | Längd | Målstandard | Status             |
| ----------------------------------- | ----- | ----------- | ------------------ |
| Förbifart Stockholm (ny sträckning) | 21 km | 3+3 körfält | Pågår. Klart 2030. |

Trafikverket planerar även att bygga om Trafikplats Ljungarum i Jönköping kring år 2028-2031 i syfte att öka kapaciteten och minska köbildningen. Trafikplatsen planeras att bli en motorvägskorsning där både E4 och väg 40 blir genomgående motorvägar med vardera två körfält i varje riktning. Idag måste genomgående E4-trafik svänga i trafikplatsen. 

### Gävle–Haparanda
Trafikverket har som mål att göra E4 mötesseparerad. Följande nyinvesteringsprojekt produceras eller utreds av Trafikverket, i ordning från söder till norr.
- Kongberget-Gnarp - Cirka 22 kilometer lång 2+1-väg med mitträcke, från Kongberget, söder om Vattrång, till Gnarp, varav del i ny sträckning, planeras för detta avsnitt mellan Hudiksvall och Sundsvall.[4] Produktion är finansierad, men omtag i planeringsarbetet har gjorts för att kunna samordna vägproduktionen med utbyggnad av Ostkustbanan till dubbelspår. Samtal om tillskott av medel för byggnation av 2+2-väg genom medfinansiering, cirka 50 miljoner SEK enligt vägutredning, förs bland länets kommuner och länsstyrelse under ledning av Region Gävleborg. Enligt Trafikverket är byggstarten planerad till 2029. Efter 2033 ska etappen vara klar.[4]
- Trafikplats Torsboda Industripark - Ny trafikplats till Torsboda Industripark och borttagande av trevägskorsning ca 1 km söder om denna. Avtal om att trafikplats ska byggas har tecknats mellan Timrå kommun och Trafikverket. Upphandlingen av projekteringen av Trafikplatsen är klar[5] och arbetet med vägplan samt projekteringen av en tillfällig trafikplats genomförs under 2023.[6] Kostnaden för den nya trafikplatsen är beräknad till 150 miljoner kronor.[7]
- Härnösand – En ny sträckning väster om Härnösand, Kittjärn till Överdal, skulle medföra en cirka fem kilometer genare sträckning av E4, samt kraftigt minska mängden tung trafik genom centrala Härnösand. Projektet är inte finansierat i nationell transportplan 2018-2029 och har därför lagts vilande.[8]
- Örnsköldsvik – En ny sträckning av E4 genom centrala Örnsköldsvik utreds, med tunnel genom Åsberget. Enligt förstudien skulle nysträckningen medföra en avsevärd minskning av mängden tung trafik genom centrala staden och därmed förbättrad miljö i stadskärnan, samt kortare restider for lokala och långväga transporter. En lokaliseringsstudie år 2015 diskuterade två alternativ för tunnelns sträckning, med kostnadsuppskattning om cirka 1,8 miljarder SEK, men vid tidpunkten fanns ej finansiering i nationell transportplan 2018–2029.[9]

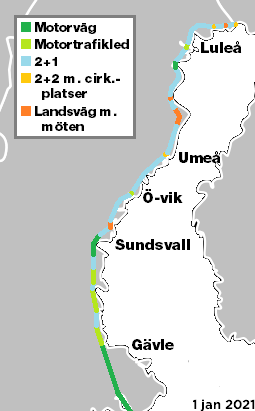
Skiss av projicerad vägstandard och typ för E4 norr om Gävle år 2021, enligt Trafikverkets planering den första juli, 2016. Verkligt utfall kan komma att avvika genom ändrade planer, förseningar och dylikt

- Gumboda–Yttervik som ligger mellan Umeå och Skellefteå – Cirka 50 kilometer mötesseparerad 2+1-väg , mestadels i befintlig sträckning, utreds i fem deletapper (se tabellen nedanför), genom breddning av vägbana, ombyggnation av korsningar, ersättningsvägar, och möjligen vissa avsnitt ny sträckning såsom till exempel kurvan i Lövsele.[10]
- Lappbäcken–Harrioja – Projektet är vilande.

| Sträcka                                                                                                 | Längd    | Målstandard | Status                               |
| --- | -------- | ----------- | ------------------------------------ |
| Kongberget – Gnarp (ny sträckning)                                                                      | 22 km    | 2+1 / 1+1   | Byggstart 2029. Klart 2033.          |
| Trafikplats Torsboda Industripark (ny trafikplats)                                                      | 2 km     |             | Byggstart osäker.                    |
| Förbifart Härnösand (Kittjärn-Överdal) (ny sträckning)                                                  | 12 km    | / 2+1       | Byggstart osäker, projektet vilande. |
| Förbifart Örnsköldsvik (ny sträckning)                                                                  | 18 km    | 2+2         | Byggstart osäker, projektet vilande. |
| Gumboda – Yttervik (fem deletapper, ca 50 km) och övriga mellan Umeå och Skellefteå (totalt 8 etapper): | ca 60 km |             |                                      |
| Gumboda – Grimsmark (befintlig sträckning)                                                              | 15 km    | / 2+1       | Pågår. Klart 2027.                   |
| Grimsmark – Broänge (ny sträckning)                                                                     |          | / 2+1       | Byggstart osäker, projektet vilande. |
| Broänge – Daglösten (befintlig sträckning)                                                              | 13 km    | / 2+1       | Byggstart 2026. Klart 2028.          |
| Daglösten – Ljusvattnet (befintlig sträckning)                                                          | 8 km     | / 2+1       | Byggstart 2029. Klart 2033.          |
| Ljusvattnet – Yttervik (befintlig sträckning)                                                           |          | / 2+1       | Byggstart osäker, projektet vilande. |
| Förbifart Skellefteå (Tjärn-Solbacken) (ny sträckning)                                                  | 8 km     | / 2+1       | Byggstart 2028. Klart 2033.          |
| Lappbäcken – Harrioja (troligtvis befintlig sträckning)                                                 | 15 km    | / 2+1       | Byggstart osäker, projektet vilande. |

## Vägstandard och vägmiljö
På E4 finns så gott som samtliga strömningar som dominerat svensk vägarkitektur och vägutformning från 1930-talet och framåt representerade. I Stockholm och Jönköping går vägen rakt igenom städerna som stadsmotorvägar. Norr om Jönköping drogs vägen så nära Vättern som möjligt längs en bergsskärning vid vattnet för att ge bilisterna så vacker utsikt som möjligt över sjön. Söder om Jönköping drogs vägen så rakt och brett igenom skogslandskapet att många bilister somnade vid ratten på grund av den monotona vägmiljön, vilket ledde till att dåvarande Vägverket (nuvarande Trafikverket) fick sätta ut skulpturer och installera speciell belysning för att hålla bilisterna vakna och koncentrerade vid ratten.

### Motorväg och motortrafikled
Stora delar på E4 i Sverige är motorväg och motortrafikled. Delen mellan Gävle och Axmartavlan är motortrafikled och utgör en förlängning av motorvägen från Helsingborg till Gävle. Från Axmartavlan går vägen sedan som en mötesfria 2+1-väg som i sin funktion utgör en sorts "komplettering" i motorvägsnätet då denna sedan fortsätter som motortrafikled mellan Söderhamn och Hudiksvall. Detta kan sägas fungera som delar i en lång "motorvägssträcka" mellan Helsingborg och Vattrång strax norr om Hudiksvall. Andra delar, som de korta motorvägsavsnitten vid Sundsvall  och Piteå eller motortrafiklederna mellan Gäddvik och Rutvik vid Luleå, är fristående motorvägar och motortrafikleder som saknar kopplingar till ett motorvägsnät.
E4 är utbyggd till motorväg och motortrafikled följande sträckor:
- Helsingborg–Gävle (738 km), motorväg 110 km/h (dock 120 km/h sträckan en 40 km lång sträcka Örkelljunga–Strömsnäsbruk sedan Ljungby–Jönköping, Gränna–Linköping och Storvreta-Mehedeby, 100 km/h Södertälje-Hallunda, Rotebro-Glädjen, 90 km/h genom Jönköping och Nyköping, 80 km/h Hallunda-Västberga, Järva Krog-Rotebro och 70 km/h Västberga - Essingeleden - Järva Krog)[13]
- Gävle–Axmartavlan (33 km), 110 km/h
- Söderhamn–Hudiksvall (49 km), 110 km/h[14]
- Njurundabommen–Timrå (35 km), 110 km/h
- Timrå–Midlanda (6 km), 100 km/h
- Piteå–Bertnäs (6 km), 110 km/h
- Gäddvik–Rutvik (9 km), 110 km/h

Motortrafiklederna är 2+1-vägar, i något fall 2+2-väg med en standard som är nära motorvägsstandard.

### Övriga sträckor
- Axmartavlan–Söderhamn, 41 km, 2+1-väg, enstaka korsningar, 110 km/h
- Hudiksvall–Kongberget, 21 km, 2+1-väg med plankorsningar, 70–100 km/h
- Kongberget–Gnarp, 22 km, landsväg, 70–90 km/h
- Gnarp–Trafikplats Njurunda, 25 km, 2+1-väg med plankorsningar, 70–100 km/h
- Midlanda–Kittjärn (söder om Härnösand) 25 km, 2+1-väg, 80-100 km/h
- Kittjärn–Överdal, 12 km landsväg (genom Härnösand) 50–80 km/h, med 4 fartkameror
- Överdal (norr om Älandsbro)–Gallsätter, 30 km, 2+1-väg, mötes- och korsningsfritt, 110 km/h
- Gallsätter–Ullånger, 14 km, 2+1-väg, få korsningar, 100 km/h
- Ullånger-Docksta, 13 km, 2+1 och 2+2, 80-100 km/h
- Docksta-Örnsköldsvik, 36 km, 2+1-väg, få korsningar, 100 km/h
- Örnsköldsvik–Saluböle, 42 km 2+1- och 2+2-väg med balkräcke i vägbanan, 100 km/h
- Saluböle–Stöcksjö, 65 km, 2+1-väg, 110 km/h, med 3 fartkameror
- Stöcksjö–Umeå, 5 km, 2+2-väg, 110/90 km/h
- Förbifart Umeå, 3 km 2+1-väg, 5 km, 2+2-väg, 100/80/60 km/h
- Umeå–Sikeå, ca 50 km, 2+1-väg, 110 km/h
- Sikeå–Bureå, ca 70 km landsväg, 70–80 km/h med ca 10 fartkameror
- Bureå–Skellefteå, 15 km, 2+1-väg, enstaka korsningar, 110 km/h
- Skellefteå–Byske, 25 km, 2+2-väg, korsningsfritt, 110 km/h
- Byske–Piteå, 48 km, 2+1-väg, enstaka korsningar, 110 km/h
- Bertnäs–Gäddvik, 38 km, 2+1-väg, enstaka korsningar, varav en med fartkamera, 110 km/h
- Rutvik–Åkroken, 56 km, 2+1-väg, få korsningar, 110 km/h
- Åkroken-Harrioja, 32 km, landsväg, 50–90 km/h med två fartkameror
- Harrioja–Salmis, 13 km, 2+1-väg, få korsningar, 110 km/h med en fartkamera
- Salmis-Torneå, 9 km, landsväg, 50–90 km/h med två fartkameror

Länsstyrelserna bestämmer skyltning, vilket är skälet till Norrlands höga hastighetsbegränsningar och
till att sträckan Söderhamn–Enånger var skyltad motorväg under cirka tio år trots att den på flera punkter avviker från de kriterier som en normal motorväg anses ska uppfylla. Sträckorna Överdal–Gallsätter, norra Örnsköldsvik–Arnäsvall, Lögdeå–norra Nordmaling, Stöcksjö–Teg samt norra Skellefteå–Byske och Antnäs–Gäddvik skulle kunna anses uppfylla kriterier för motortrafikled alternativt motorväg, men saknar den statusen. I Norr- och Västerbotten skyltas vanligen 110km/h-sträckor om till 90km/h vintertid. Observera att utplacering av fartkameror kan ändras med kort varsel.

### Helsingborg–Mjölby

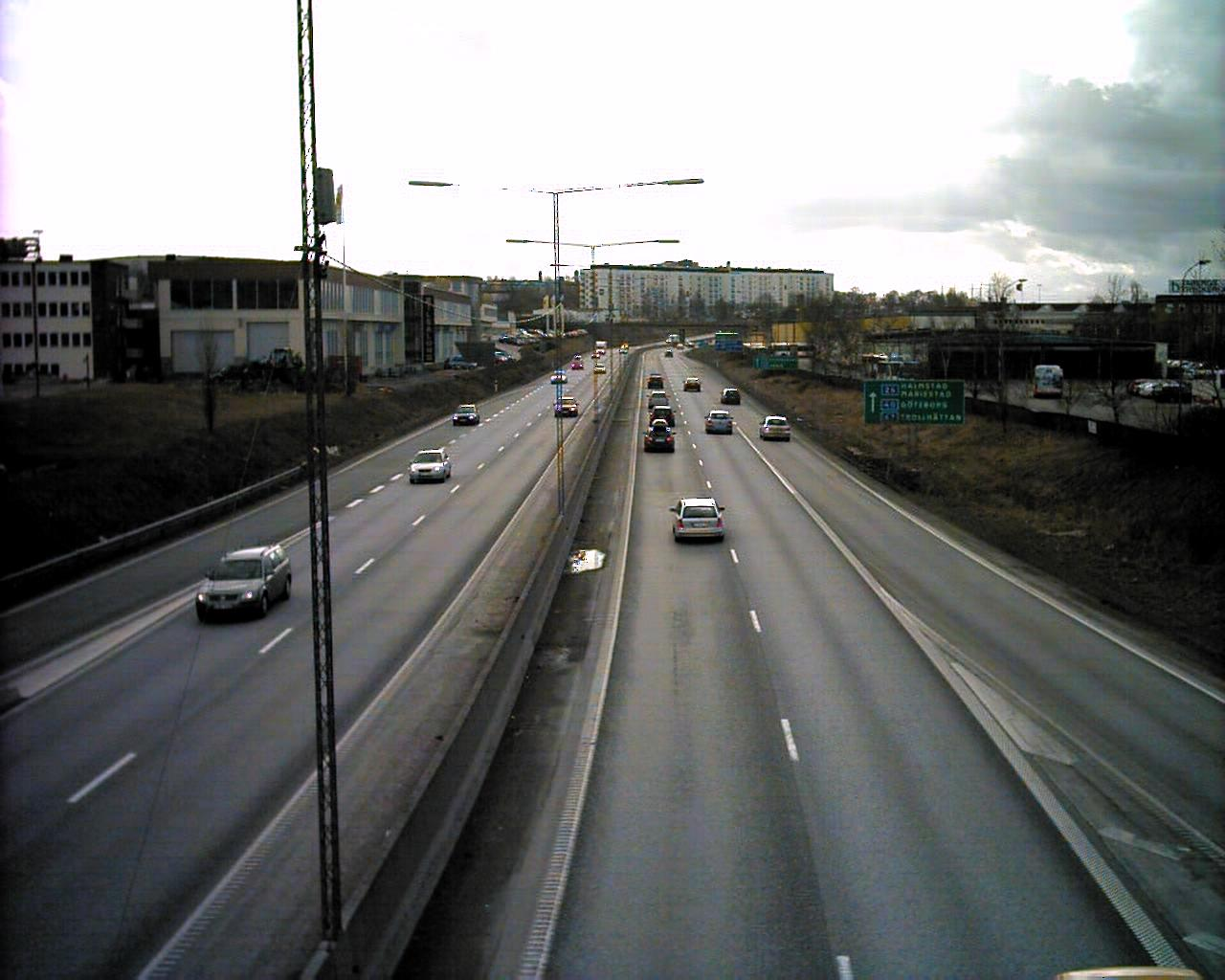
E4 i Jönköping, vid trafikplats Österängen.
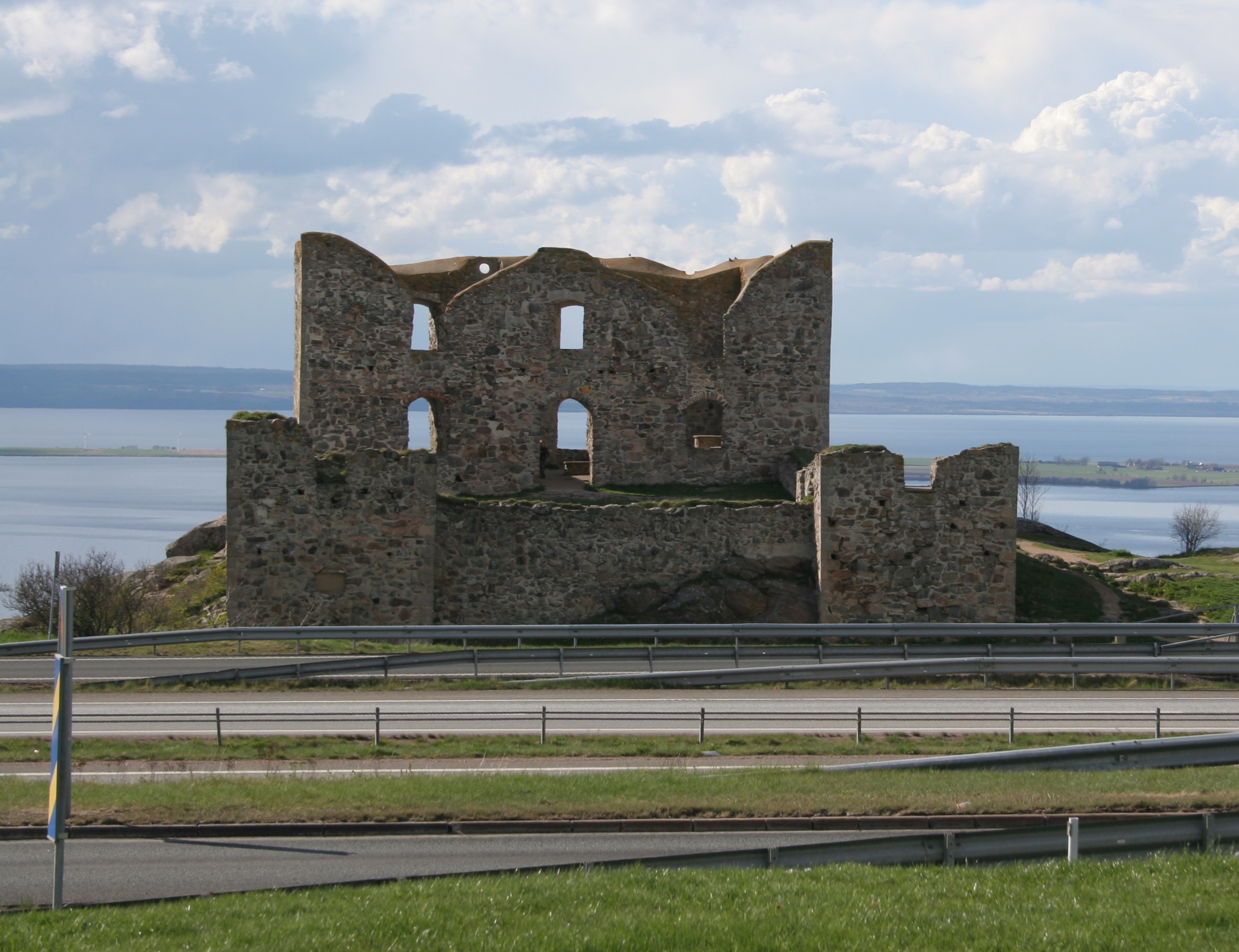
E4 går 180 m över Vättern.

E4 mellan Helsingborg och Gävle kan sägas representera nästan alla generationer motorvägsutbyggnader i Sverige. Nästan samtliga lösningar för motorväg eller liknande finns på denna sträcka. E4 utnyttjar den södra utfarten ur Helsingborg, även om många som ska från staden eller färjan använder den norra utfarten som även kallas Ängelholmsleden, eftersom det är 5 kilometer kortare den vägen från färjan. Problemet med denna väg är att man passerar rakt genom centrum, så tidsmässigt blir det jämbördigt om man kommer från färjan.
Utanför Helsingborg ligger två motorvägskorsningar. Från den norra motorvägskorsningen Trafikplats Kropp eller avfart nummer 30 går motorvägen i nordostlig riktning. Den första biten närmast Helsingborg har vägen bitvis betongbeläggning. Efter Åstorp är motorvägen något nyare och följer i stora delar den gamla landsvägen. Mot avsnittet mot Eket strax söder om Örkelljunga är byggd under 1990-talet och stora delar är ombyggda från landsväg. Denna del är typisk för svenska motorvägar från 1990-talet, med mjuka svängar som ska följa naturen. Förbi Örkelljunga och Skånes Fagerhult består motorvägen av ett nybyggt avsnitt som är typiskt för nyare svenska motorvägar byggda under 2000-talet med ett utseende som ska harmoniera med naturen och dessutom har gott om skyddsräcken. Vid Markaryd kommer ett ännu nyare avsnitt. Detta påminner till utseendet om det som går från Örkelljunga men med den lilla skillnaden att vajerräckets stolpar har lite annorlunda form. Motorvägen går här också över Laganbron som var det dyraste inslaget i detta nybyggda avsnitt. Vissa delar av denna nybyggda del har ett mitträcke som består av ett vajerräcke som sitter direkt i asfalten likt 2+1-vägar. I övrigt har den annars ett vajerräcke som sitter i ett dike mellan körbanorna.
Vid Strömsnäsbruk övergår motorvägen till motorväg byggd under 1990-talet och den uppmärksamme kan se små ändringar i stil på broar och liknande. Även vajerräcket ändrar form något igen. Detta fortsätter fram till Kånna där vajerräcket övergår till normala skyddsräcken som fortsätter upp mot Toftaholm där vajerräcket återkommer. Delen mellan Kånna och Toftaholm är breddad från en mototrafikled av 2+1-standard till att bli en riktig motorväg. Detta syns genom modernare mitträcken samt att vissa broar som går över motorvägen egentligen ser lite för trånga ut för en motorväg.
Från Toftaholm och förbi Värnamo är vägen en motorväg av ett typiskt snitt för de som är byggda under 1990-talet. Den går huvudsakligen genom bara skog och är även här byggd för att smälta in i naturen. Närmare Jönköping övergår E4 i äldre motorväg byggd under 1960-talet. När motorvägen når Jönköping kommer en motorvägskorsning där den möter Riksväg 40. Åker man söderut längs E4 får man en lite besvärlig 270-graderssväng. Norrut fortsätter motorvägen till höger i denna motorvägskorsning och fortsätter genom både Jönköping och Huskvarna som en stadsmotorväg. Strax norr om Huskvarna därefter går vägen alldeles vid Vättern. Motorvägen som här är byggd under 1960-talet är avsiktligt byggd bredvid Vättern för att ge trafikanterna en fin utsikt. Denna sträcka kallas också Vätterleden. Eftersom motorvägen här går vid en sluttning går körfälten i två olika plan. Norr om Jönköping ligger Gränna, och där passerar vägen på cirka 280 meters höjd över havet, vägens högsta punkt. Rastplatsen Brahehus ligger något längre norrut, 270 meter över havet och 180 m över Vättern, med mycket fin utsikt. Efter Vättern fortsätter vägen mot Ödeshög. Sträckan Jönköping-Ödeshög anses som en av Sveriges vackraste vägar. Norr om Ödeshög fortsätter motorvägen på ett avsnitt byggt i slutet på 1990-talet mot Väderstad. Från Väderstad till Mjölby består sedan motorvägen av ett avsnitt som är ombyggt från landsväg under 1990-talet.

### Mjölby–Stockholm

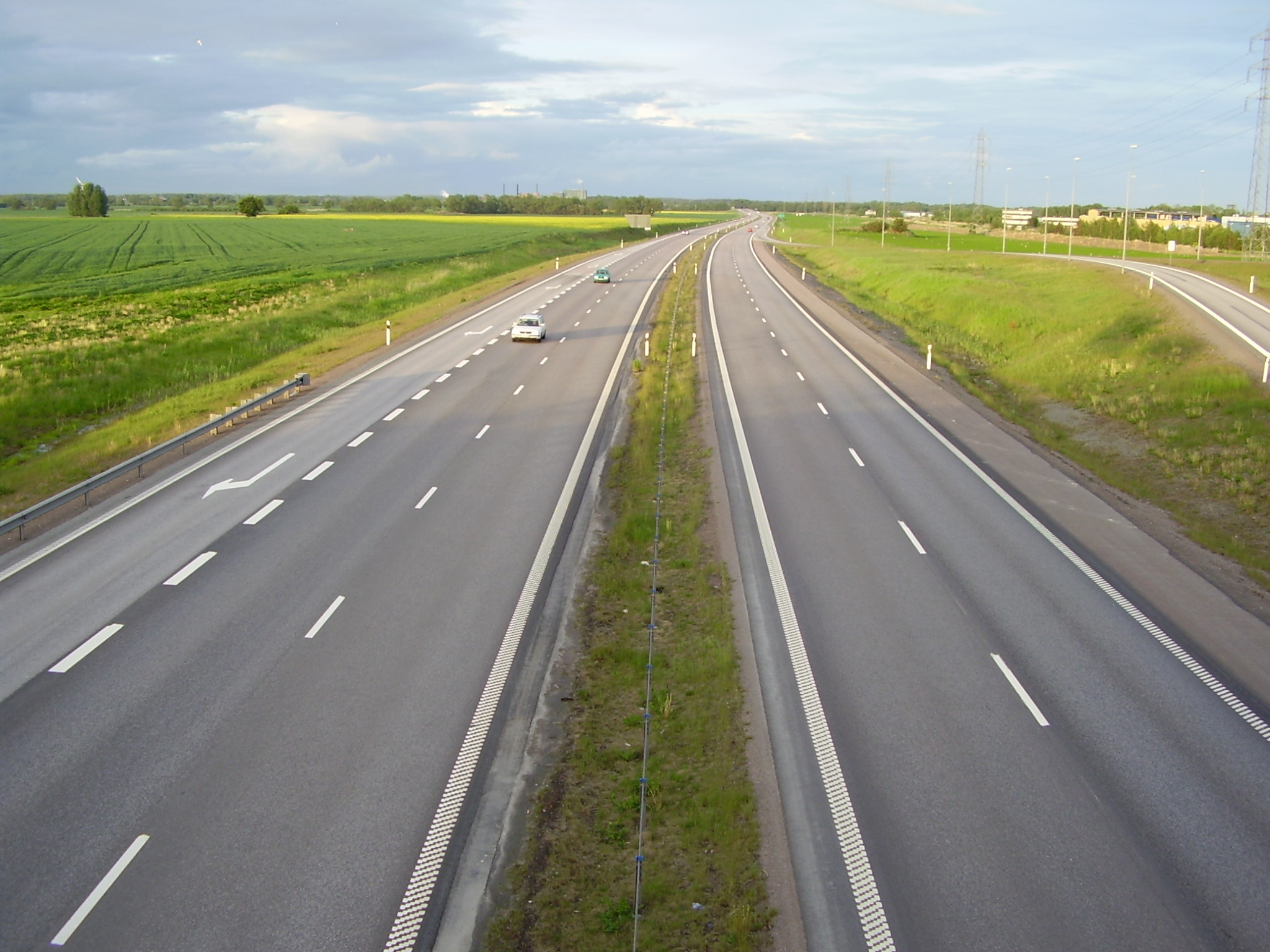
E4 vid Linköping, avfart 112 skymtar i vänsterkanten.
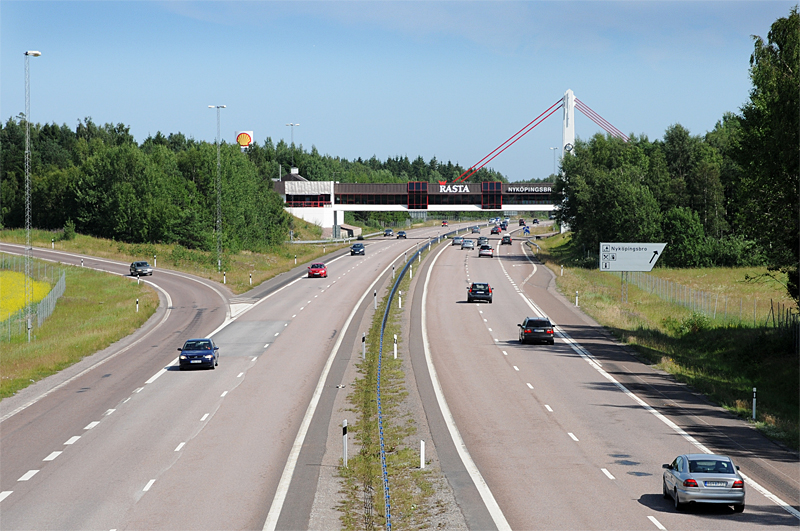
E4 vid Nyköpingsbro, Nyköping.
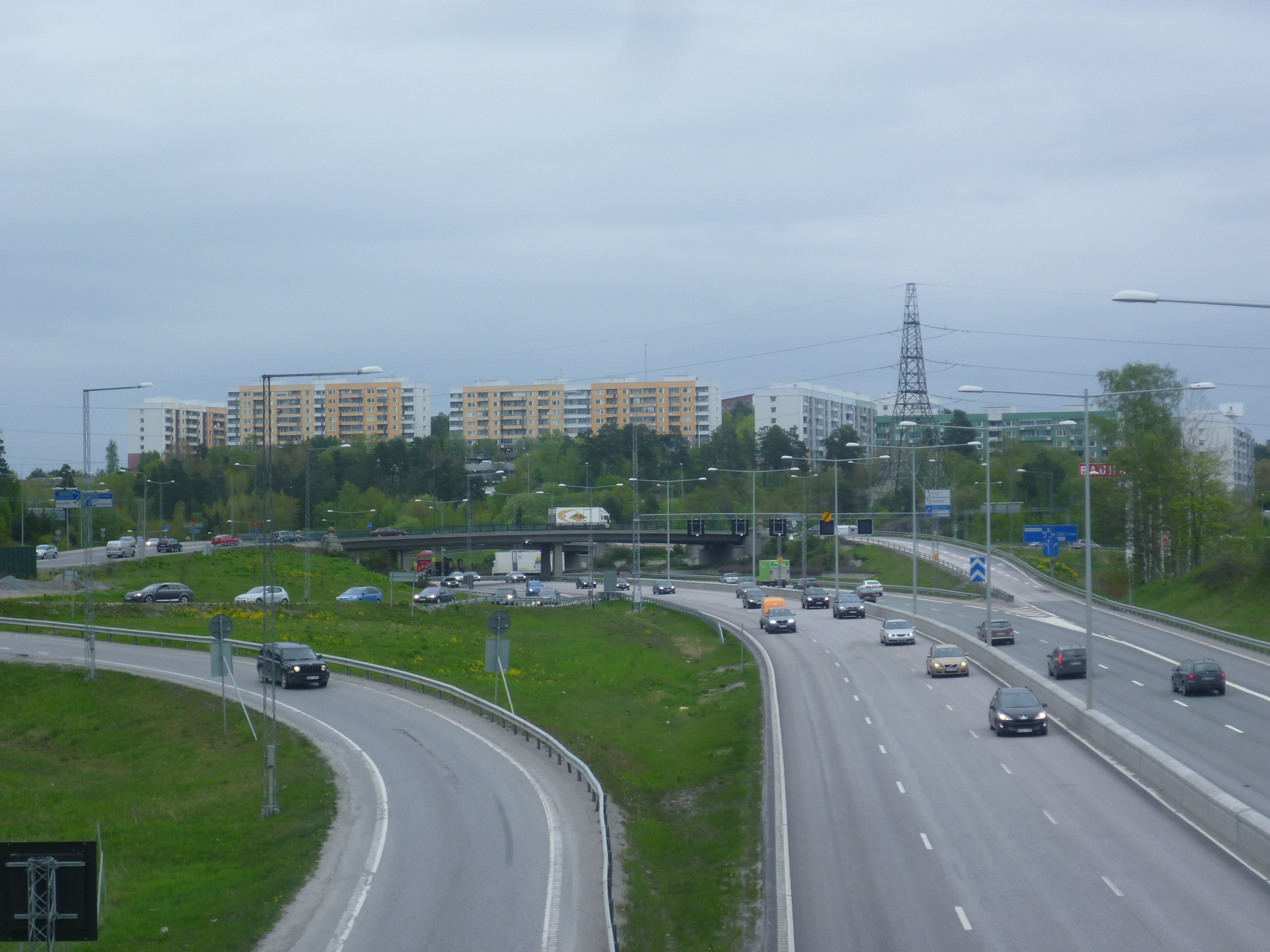
E4 söder om Stockholm med Albyberget i Bakgrunden. Vy norrut.
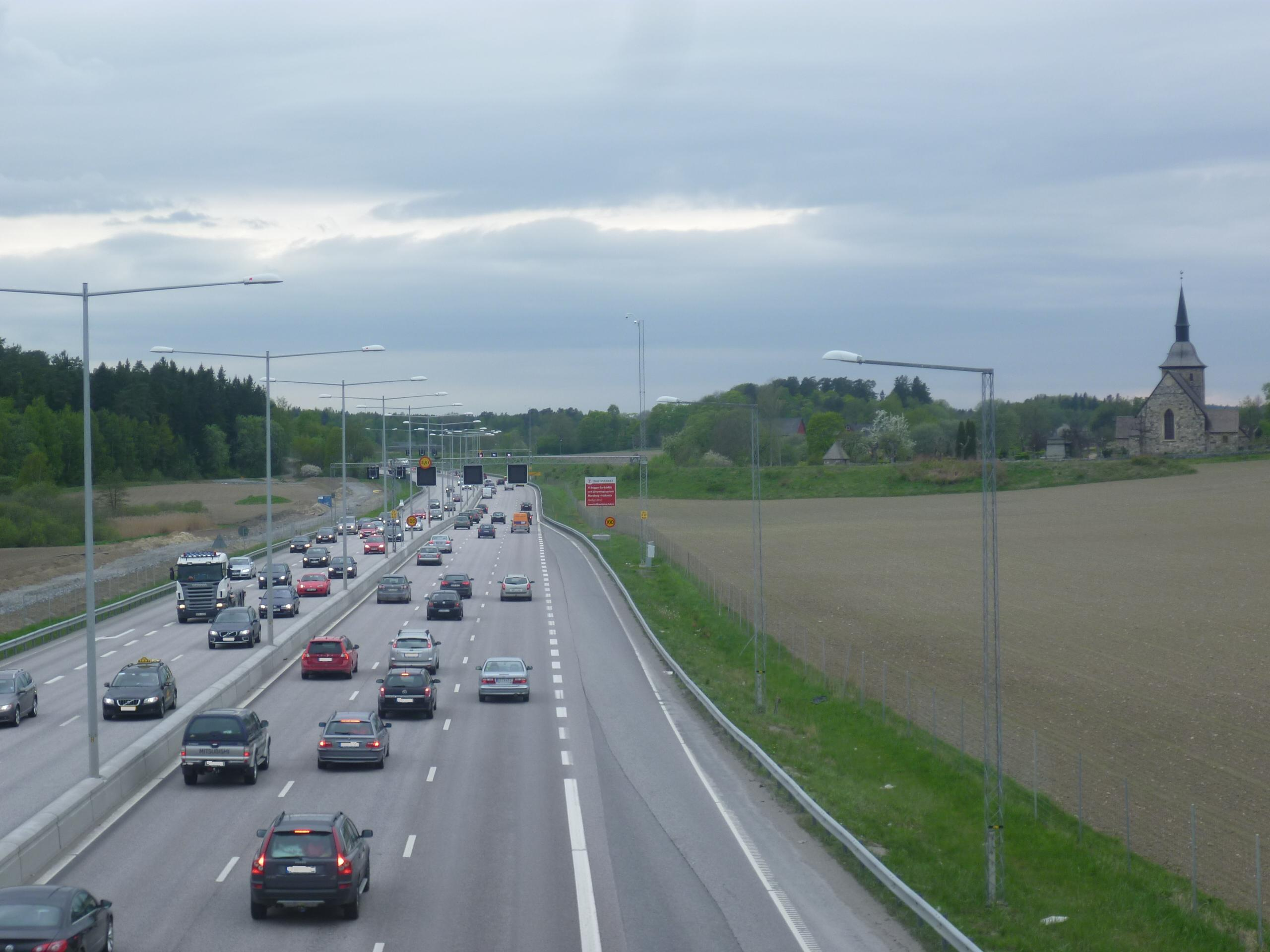
Samma plats som bilden ovan, men vy söderut med Botkyrka kyrka till höger.
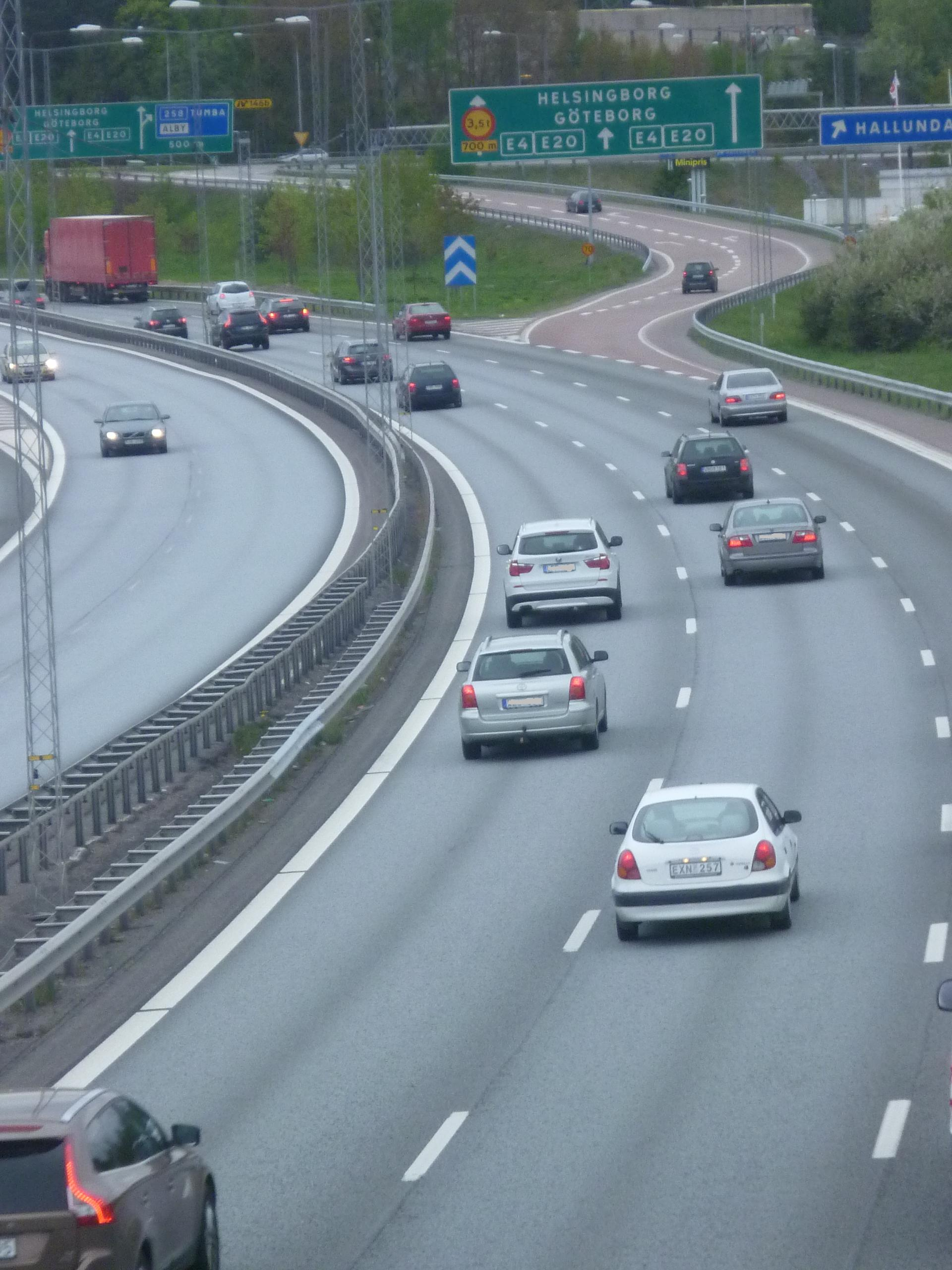
Södergående riktning vid norra infarten till Hallunda

I Mjölby övergår sedan motorvägen till en lite äldre motorväg byggd under 1970-talet. Denna del är ganska rak och går dessutom över ett ganska platt och öppet landskap. Vid Linköping möter den riksvägarna 34 och 35 i två olika motorvägskorsningar. Strax norr om Linköping övergår motorvägen till ett lite nyare avsnitt som är byggt i början på 1990-talet. Vid Norsholm går motorvägen över Göta kanal på Norsholmsbron och vidare mot Norrköping. Efter Norsholmsbron är motorvägen försedd med en mittbarriär som består av fabrikstillverkade betongblock. där den möter E22 vid en större trafikplats. Motorvägen passerar i Norrköpings nordvästra utkant och man ser inte särskilt mycket av stadsbebyggelsen. Norr om Norrköping övergår motorvägen till en äldre motorväg byggd i början på 1960-talet. Betongblocken i mittbarriären övergår till en normal mittbarriär här. Den möter riksvägarna 51, 55 och 56 och fortsätter sedan vidare norrut. Man kan se på broarna att det är en äldre motorväg. Norr om Norrköping har i mitten av 1990-talet ett omfattande vägnät byggts för anslutning av väg 51, 55 och 56 till E4.
1940 invigdes en ny förbifart igenom Norrköping förbi Himmelstalunds gård som fram till 1996 utgjorde en del av E4. Vägen utformades väldigt motorvägslikt med planskilda korsningar och två körbanor. Samtliga korsningar var planskilda utom med spårvagnslinjerna och en rondell som byggdes i norra delen av vägen. Planen var att vägen så småningom skulle byggas ut till motorväg, men när man väl byggde en motorväg vid Norrköping beslöt man sig för att bygga en helt ny väg väster om staden eftersom det ansågs alltför kontroversiellt att bygga om vägen till motorväg igenom stadsmiljön. Vid hotell Stenkullen, statsministern Carl Swartz sommarresidens utanför Norrköping, och vid Rosendals slott utanför Helsingborg lät man bygga vägen rakt igenom tomterna och motorvägen skar på så vis rakt igenom stora stycken kulturmiljö.
I Södermanland övergår motorvägen till ett nyare avsnitt. Motorvägen går förbi Stavsjö och denna del öppnades 1994. Motortrafikleden mellan Gammelsta och Nyköping invigdes 1986. Sträckan blev olycksdrabbad, och 1996 öppnades den som motorväg, efter att en vägbana byggts till. Här går körbanorna isär ordentligt och mittremsan blir mycket bred. Vissa avsnitt är den så pass bred att man inte ser den mötande trafiken. Då motorvägen var en nykonstruktion, så finns den gamla vägsträckan kvar och går strax söder om motorvägen som Länsväg 800 längs Kilaån. I Nyköping blir motorvägen åter en äldre motorväg som invigdes redan 1961. På detta avsnitt kan man se att motorvägen har broar av äldre utseende och avfarterna är ganska tvära vilket gör att 90 km/h råder genom staden. Passagen över Nyköpingsån har visat sig vara en olycksdrabbad vägsträcka. Ett flertal allvarliga trafikolyckor med dödlig utgång skedde på denna sträcka under vintern 2009/2010. Trafikverket har därför sänkt hastigheten till 90 km/h på denna sträcka. Den före detta E4-sträckningen fortsätter som Länsväg 800 parallellt med motorvägen till Vagnhärad och är vid flertalet tillfällen mindre än 100 meter ifrån E4:an under dessa dryga tre mil. Strax norr om Nyköping övergår motorvägen till en sträcka som är byggd under 1970- och 1980-talen. Detta avsnitt är ganska monotont och fortsätter mot Södertälje.
Motorvägen vid Södertälje är byggd i början på 1960-talet. Norr om Södertälje övergår motorvägen till ett avsnitt som är byggt under 1950-talet. Detta avsnitt var inte motorväg de allra första åren men blev omklassad till det 1964 utan någon större ombyggnad. Detta mycket hårt trafikerade vägavsnitt passerar över berg och djupa dalar samtidigt som det är kurvigt, med många olyckor som följd. Denna sträcka rustades upp och breddades till sex körfält vilket blev klart år 2014 och sträckan fick kö-varningssystem. Motorvägen går förbi Salem och vidare till Stockholm. Belysningsanläggningen byttes ut i samband med breddningen till sex körfält. Då vägren saknas finns här istället räddningsfickor med jämna mellanrum där även nödtelefon finns installerad.

### Stockholm–Gävle

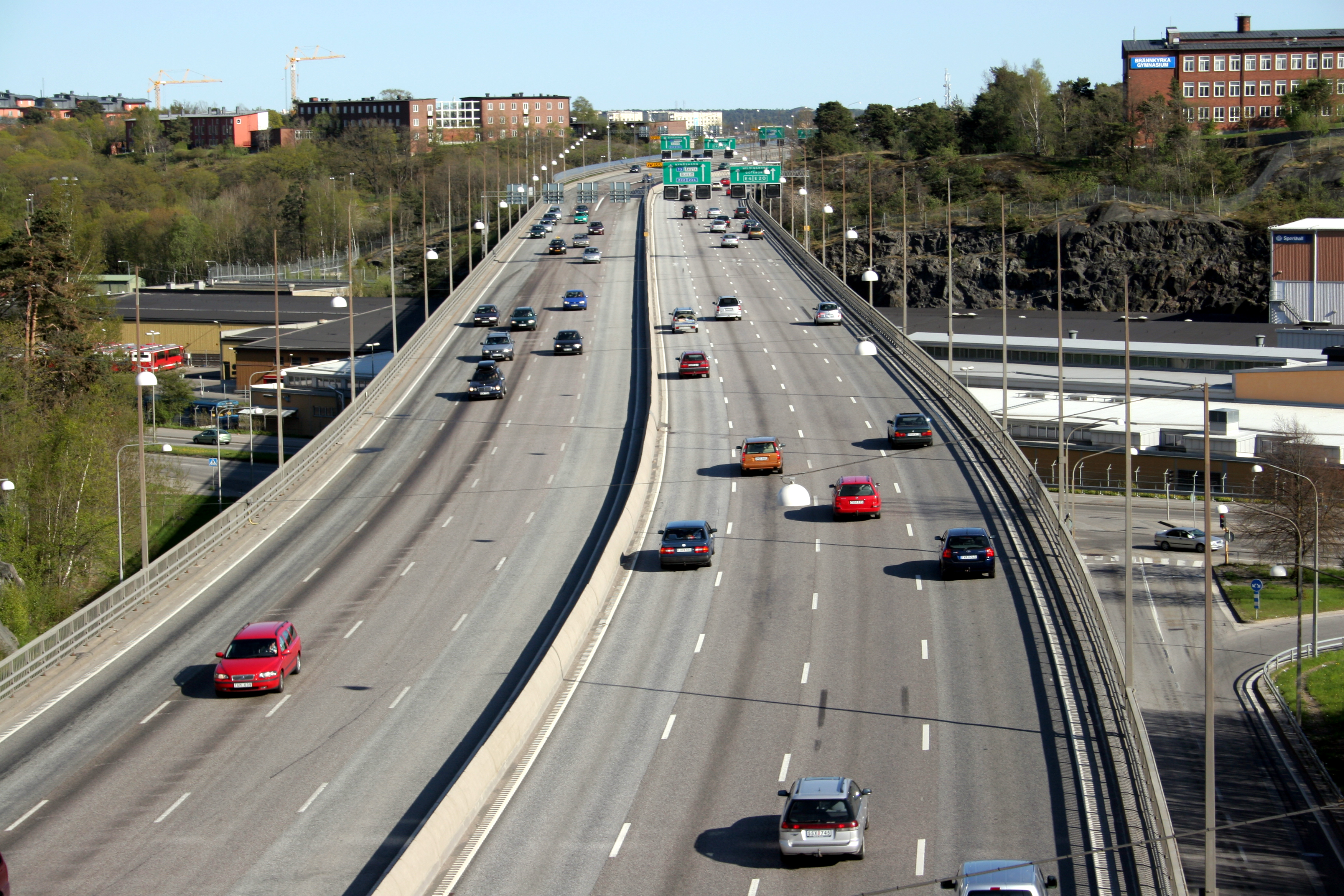
Essingeleden i västra Stockholm
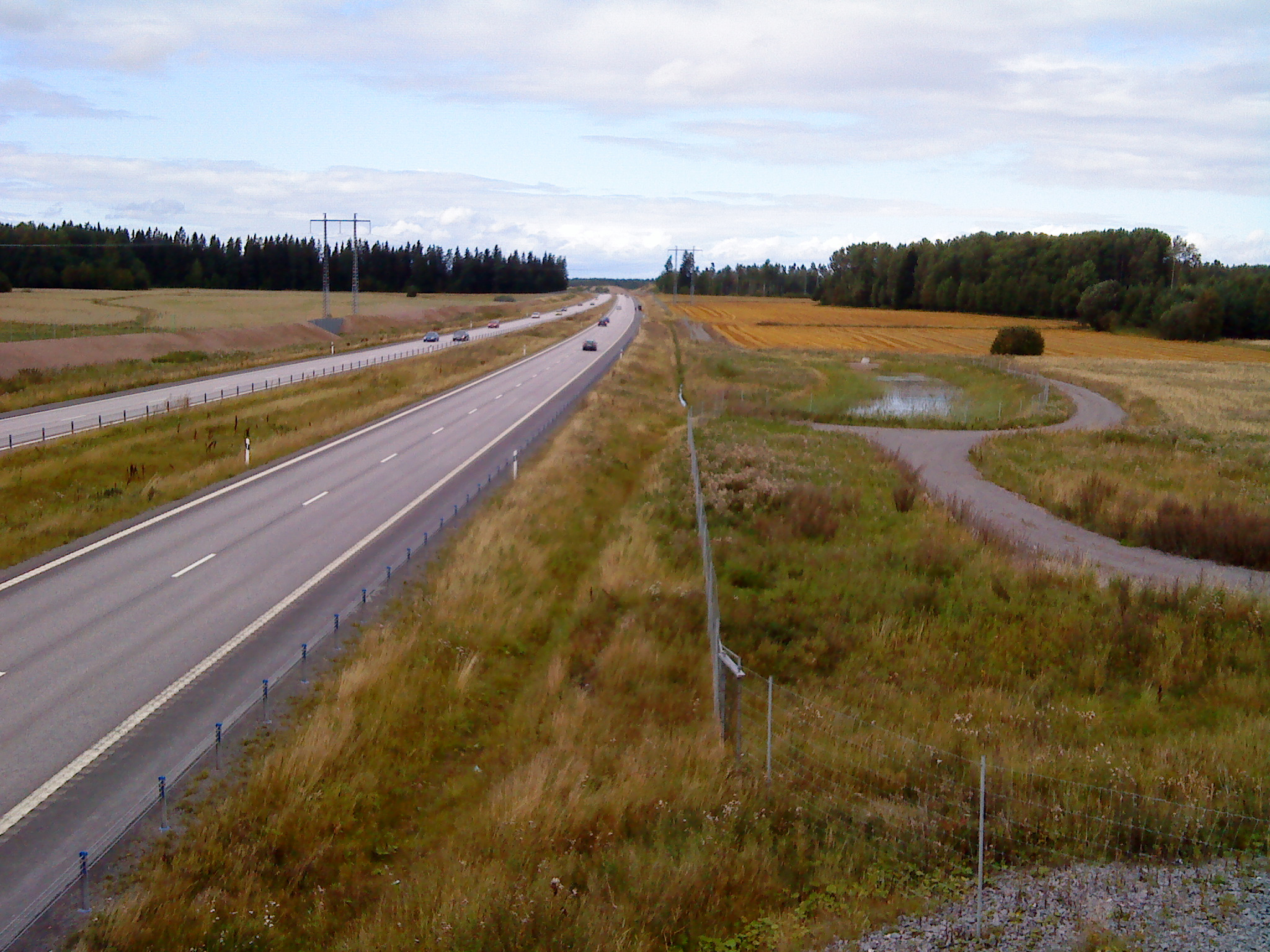
E4 norrgående vid Torkelsbo (länsväg C 714)
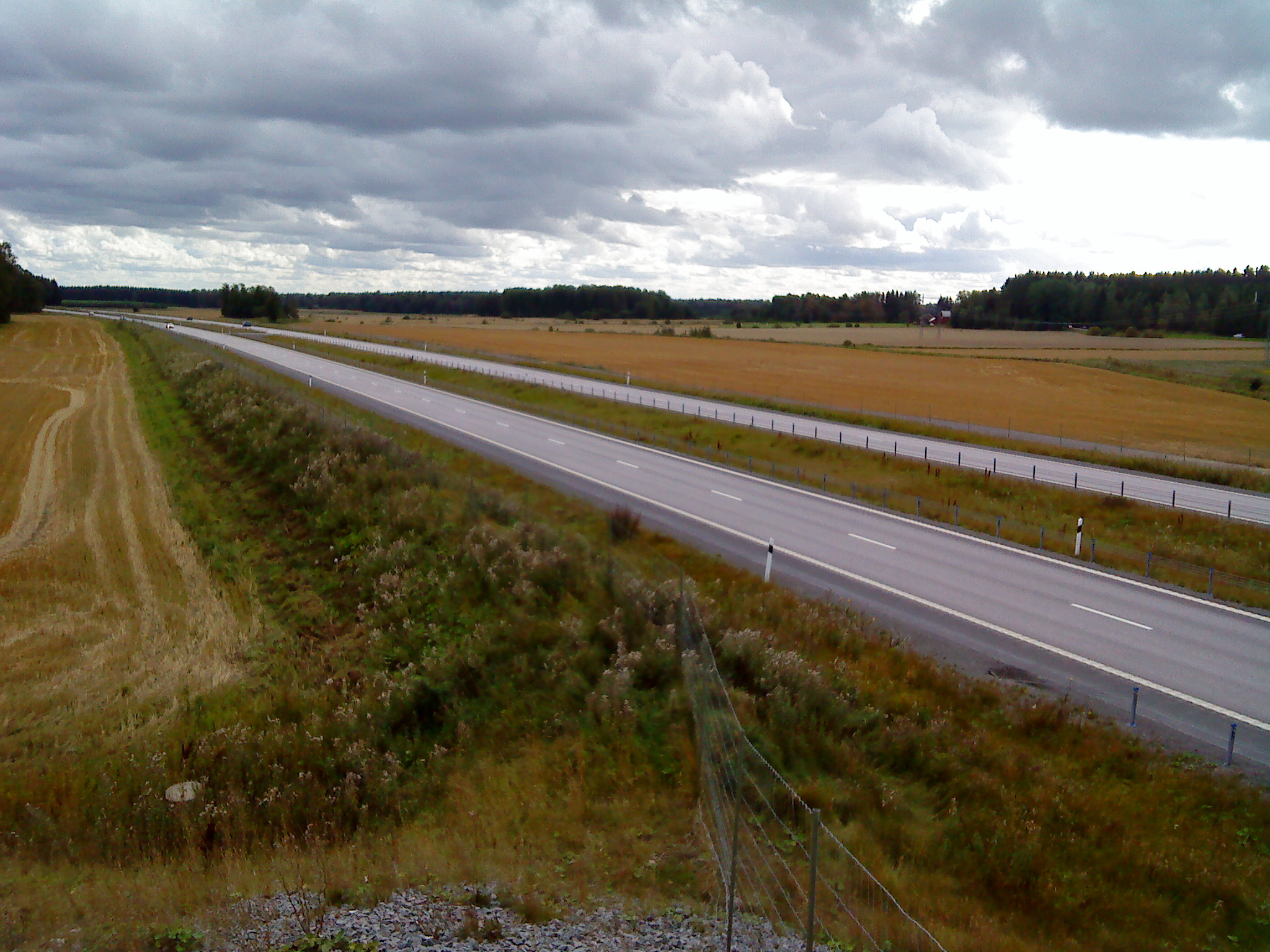
E4 södergående vid Torkelsbo (länsväg C 714) Till höger i bild Läby

I Stockholm går vägen förbi områden som Fittja, Hallunda där motorvägen nu är sexfilig. Västertorp passeras. Därefter går motorvägen till en motorvägskorsning där den ansluter till bland annat Södra länken. Motorvägen passerar därefter genom Stockholms centrala delar, längs Essingeleden som mestadels är åttafilig och är Sveriges hårdast trafikerade väg.  Essingeleden går över ett antal broar som till exempel Gröndalsbron och Essingebron, därefter genom Fredhällstunneln.
Den fortsätter sedan genom Eugeniatunneln där Essingeleden tar slut och Uppsalavägen tar över. Eugeniatunneln som knyter ihop Essingeleden och Uppsalavägen är byggd i början på 1990-talet. Innan gick trafiken genom en vanlig gata (Norra Stationsgatan, som då (1971–1991) var en av de hårdast trafikerade innerstadsgatorna). Motorvägen Uppsalavägen är byggd i etapper och de äldsta delarna härstammar från 1950-talet. Vid Järva Krog möter den E18. E18 ansluter sedan E4 och går gemensamt med E4 fram till trafikplats Kista där E18 svänger av. Motorvägen fortsätter sedan vidare norrut och är till stor del breddad med flera körfält. År 2015 var det 6-8 körfält mellan Eugeniatunneln och trafikplats Häggvik. Vid trafikplats Häggvik svänger länsväg 265 Norrortsleden av österut i en större motorvägskorsning. Här kommer i framtiden norra anslutningen till förbifart Stockholm att börja.
Motorvägen går förbi bland annat Upplands Väsby och vidare mot Märsta och Arlanda. Vid Märsta finns en motorvägskorsning där den ansluter till Arlandaleden. Motorvägen fortsätter vidare mot Uppsala (öppningsår 1972). Efter Märsta tar belysningen som hade börjat i Södertälje slut. Så lång sträckning med belysning på motorväg förekommer annars mest i Belgien, Storbritannien och Nederländerna. Mellan Märsta och Uppsala har motorvägen en bred mittremsa. Denna påminner mycket om den som finns strax söder om Nyköping. Motorvägen går i mjuka svängar här. Denna del är från början på 1970-talet och var en av de första i Sverige av ett lite modernare snitt i mjuka kurvor som skulle harmoniera med naturen.

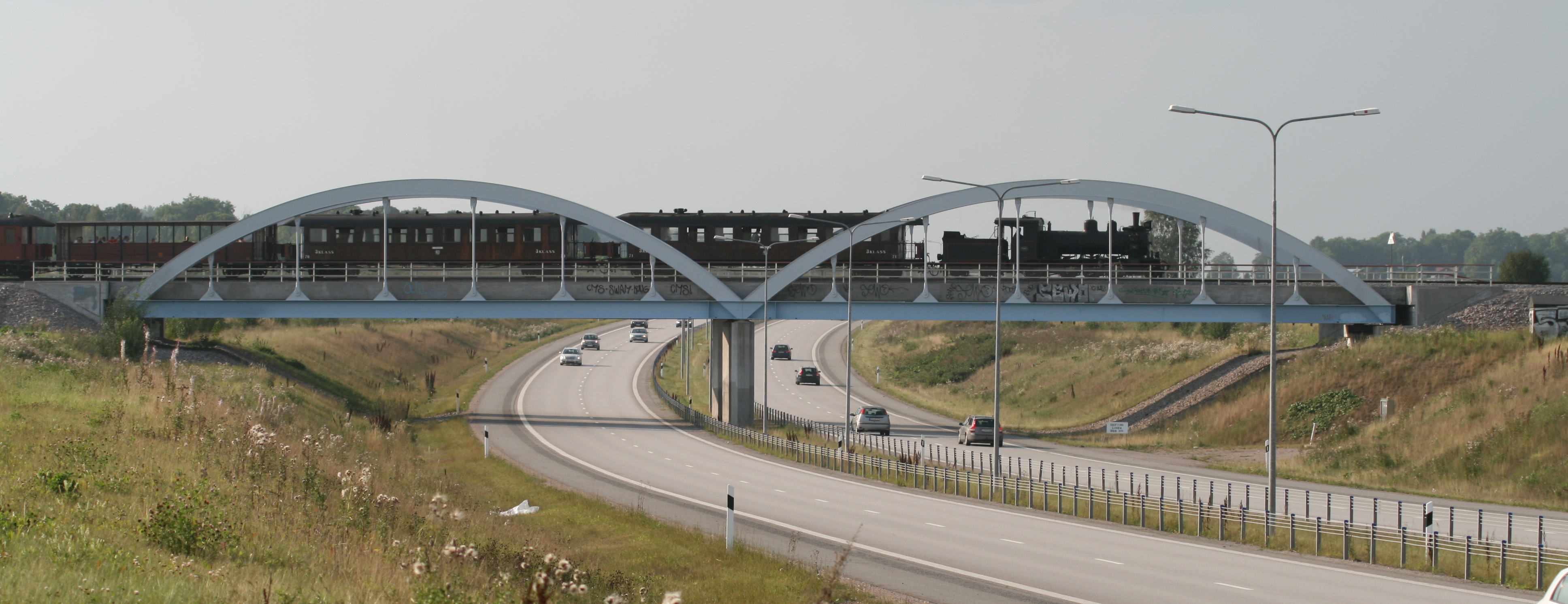
Upsala–Lenna Jernväg korsar motorvägen utanför Uppsala

Strax söder om Uppsala kommer man till en motorvägskorsning där man kan svänga av till Tycho Hedéns väg som är E4:ans gamla sträckning. E4 fortsätter förbi Uppsala vid stadens östra sida på en sträcka öppnad 2006. Denna sträcka har ett mycket modernt snitt.  Motorvägen går också under en bro för museijärnvägen Uppsala–Länna Järnväg (även känd som Lennakatten).
Efter Uppsala fortsätter motorvägen förbi Storvreta och över en bro över Fyrisån. Motorvägen fortsätter till Gävle. Sträckan mellan Uppsala och Björklinge invigdes den 21 december 2006 och sträckan Björklinge–Mehedeby invigdes den 17 oktober 2007. Sträckan Uppsala–Mehedeby, 78 kilometer, byggdes i ett enda projekt åren 2002–2007, även om en del (Uppsala–Björklinge) stod klar och öppnades tidigare. Tack vare att motorvägsdelen förbi Uppsala öppnades 2006 undgår staden numera den genomfartstrafik som tidigare gick genom stadens östra delar (huvudsakligen längs Tycho Hedéns väg). Den nyöppnade motorvägssträckan mellan Uppsala och Mehedeby har fått kritik då Vägverket i strävan för att sänka byggkostnaderna valde att bygga motorvägen med smalare vägrenar vilket innebär en ökad olycksrisk vid fordonsstopp.
Mellan Mehedeby och Gävle har motorvägen en tämligen bred mittremsa med växtlighet. Denna sträcka byggdes först som motortrafikled på 1970-talet, (öppningsår 1977) och går rakt genom i stort sett obebodda skogsområden. 1995 färdigställdes en andra körbana bredvid den befintliga och sträckan kunde därmed uppgraderas till komplett motorväg. År 1980 byggdes E4 runt Gävle. Då slutade den tunga trafiken att gå Kungsgatan genom Gävle centrum.

### Norr om Gävle

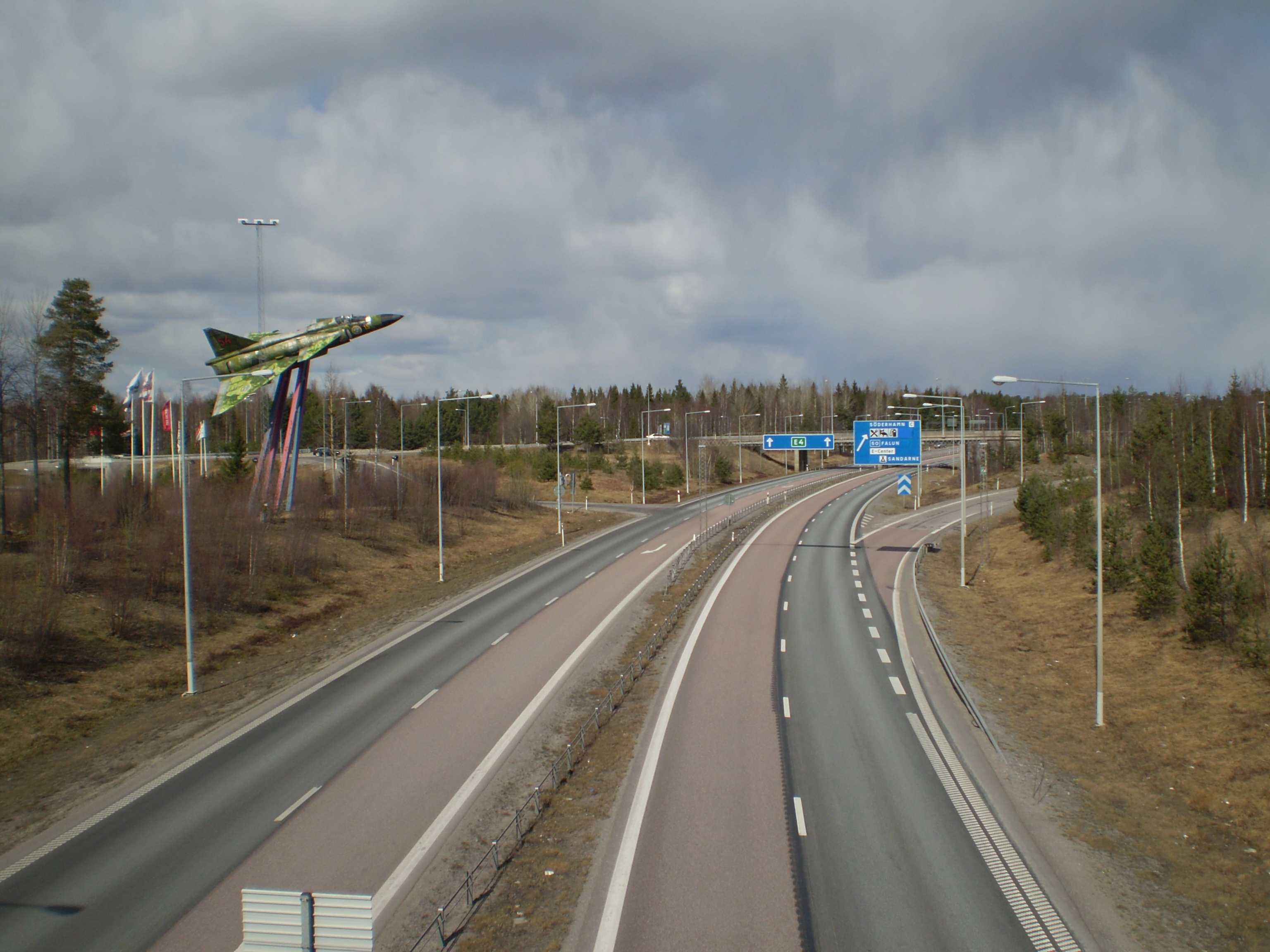
E4 avfart 206 mot Söderhamn
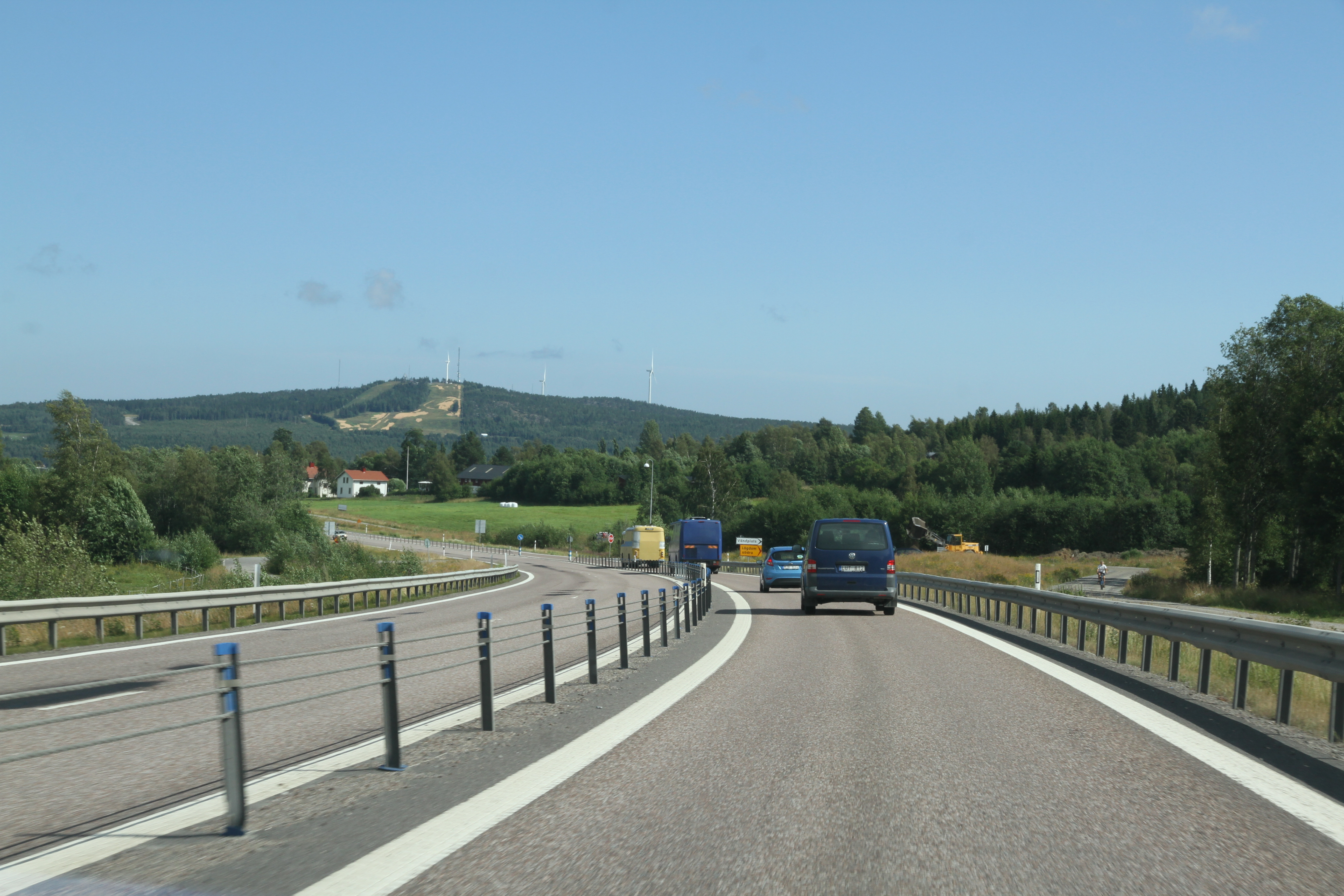
E4 vid Lägdom söder om Härnösand
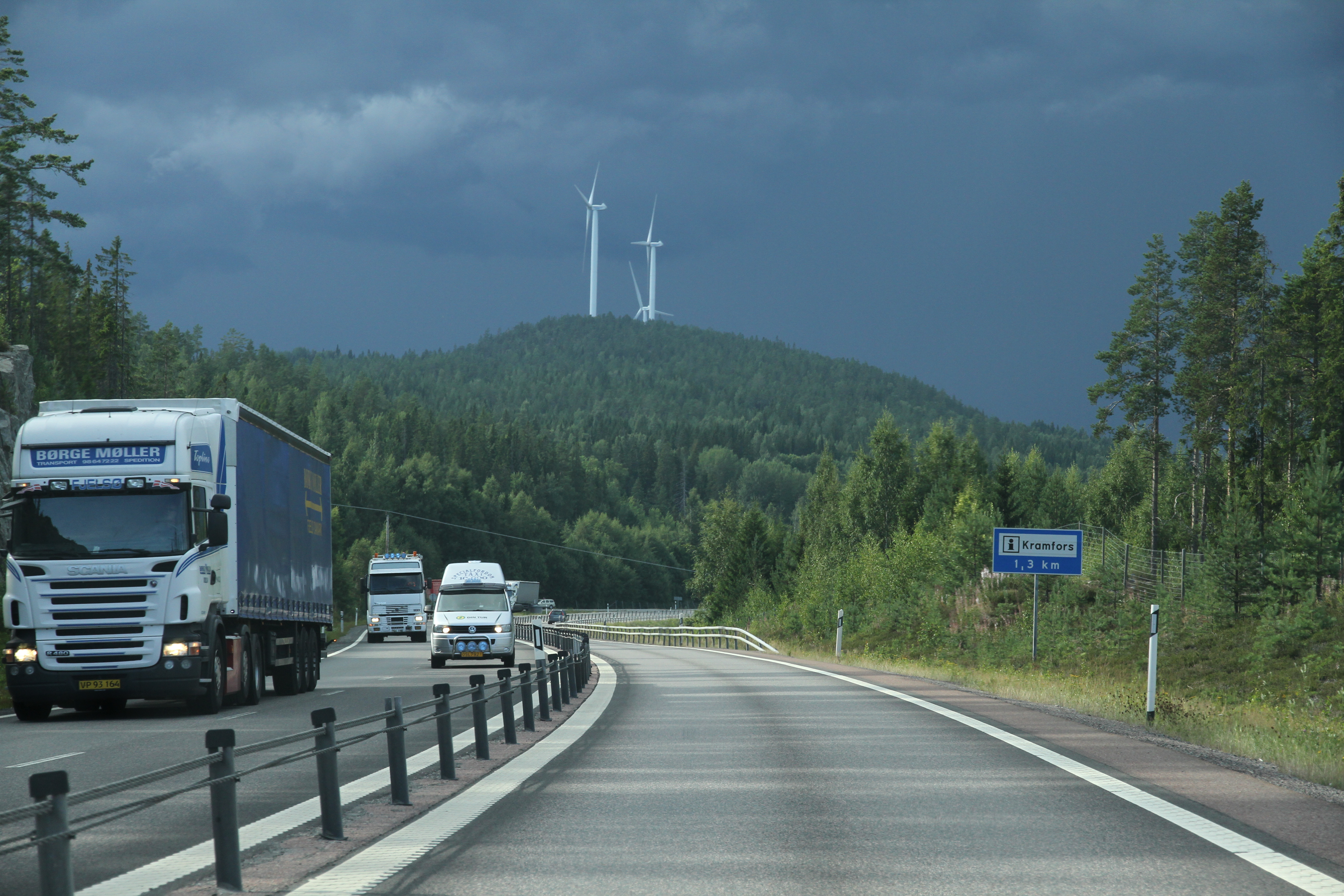
E4 norrgående vid Utansjö
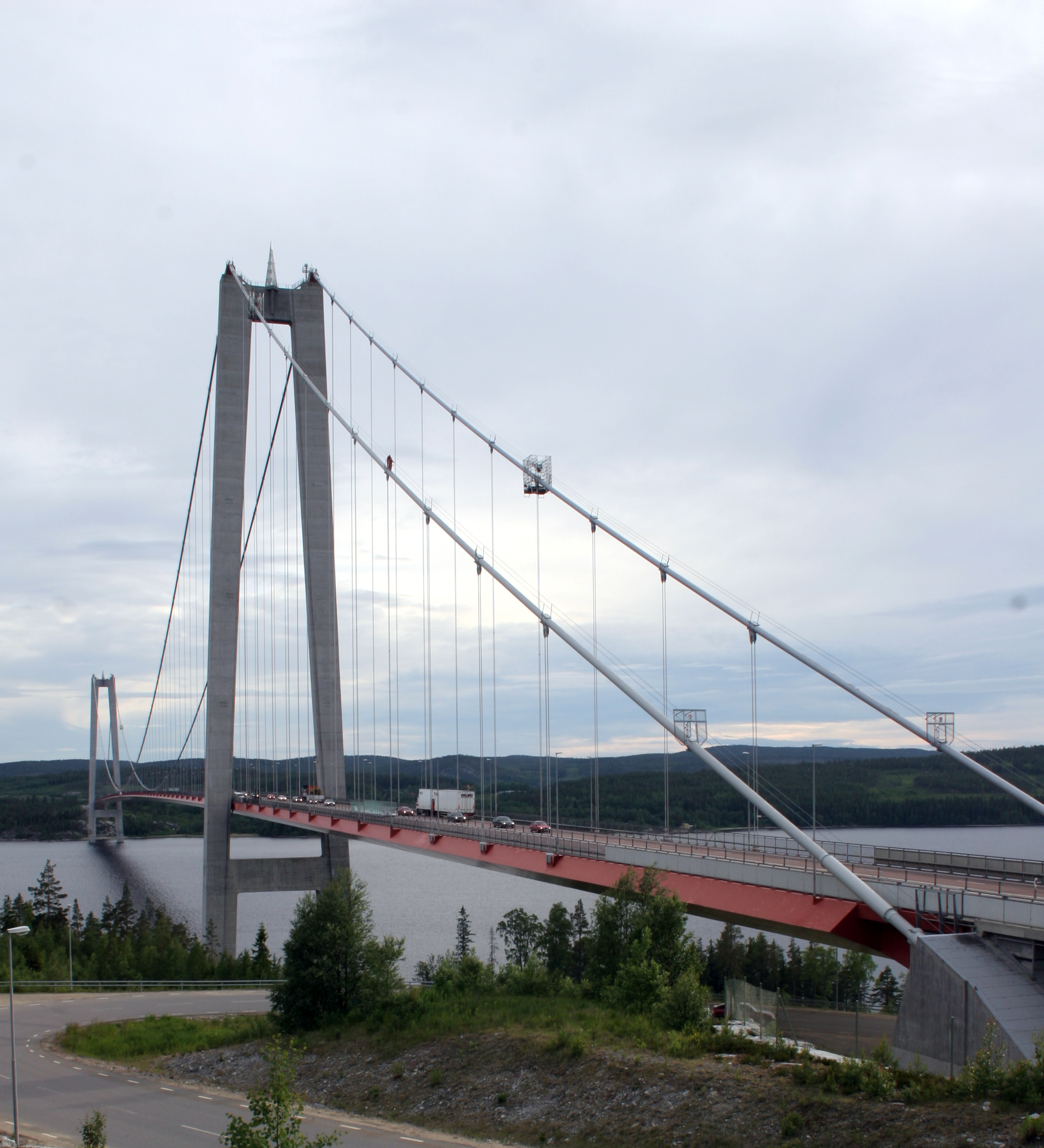
Högakustenbron
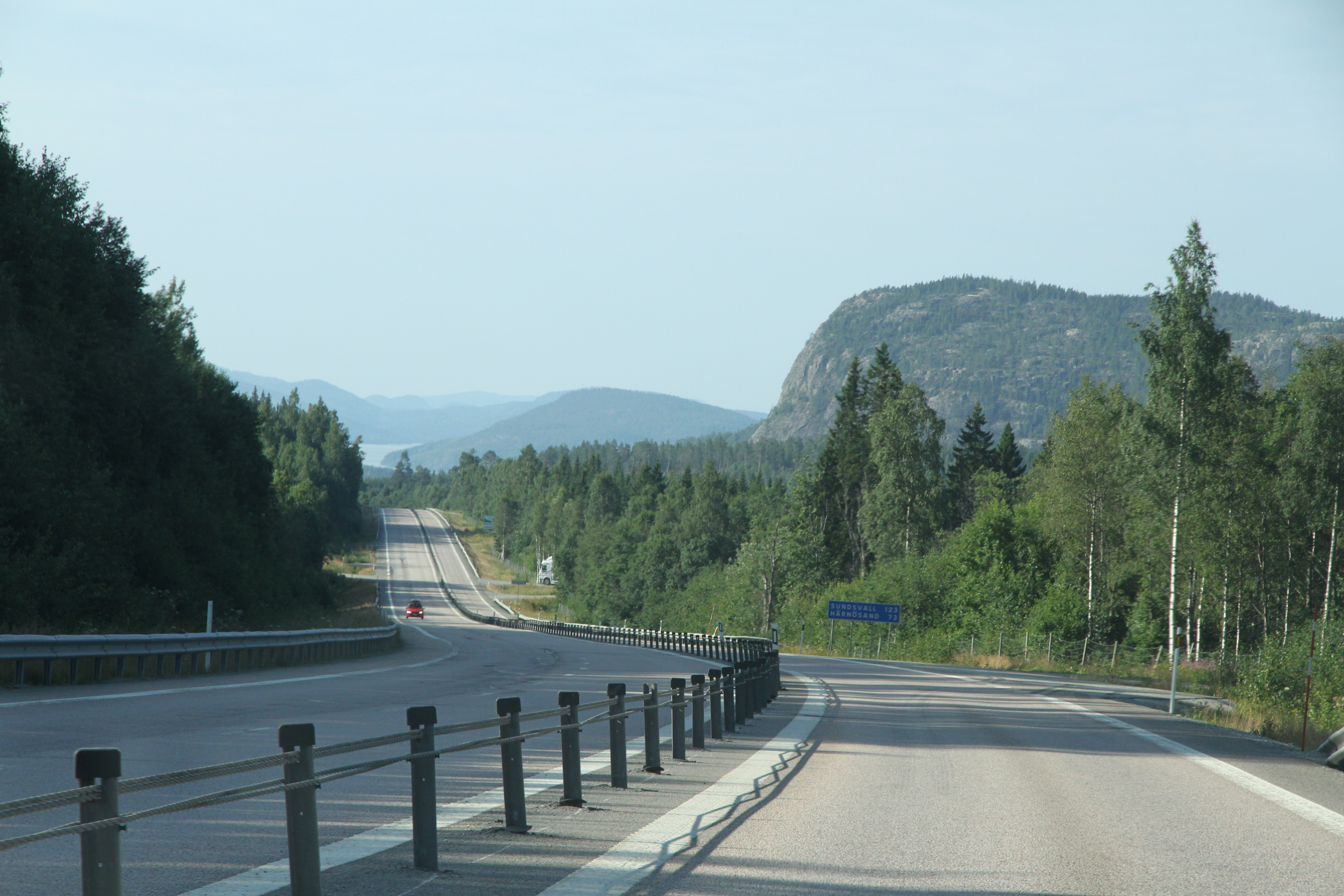
E4 södergående vid Skuleberget, Docksta
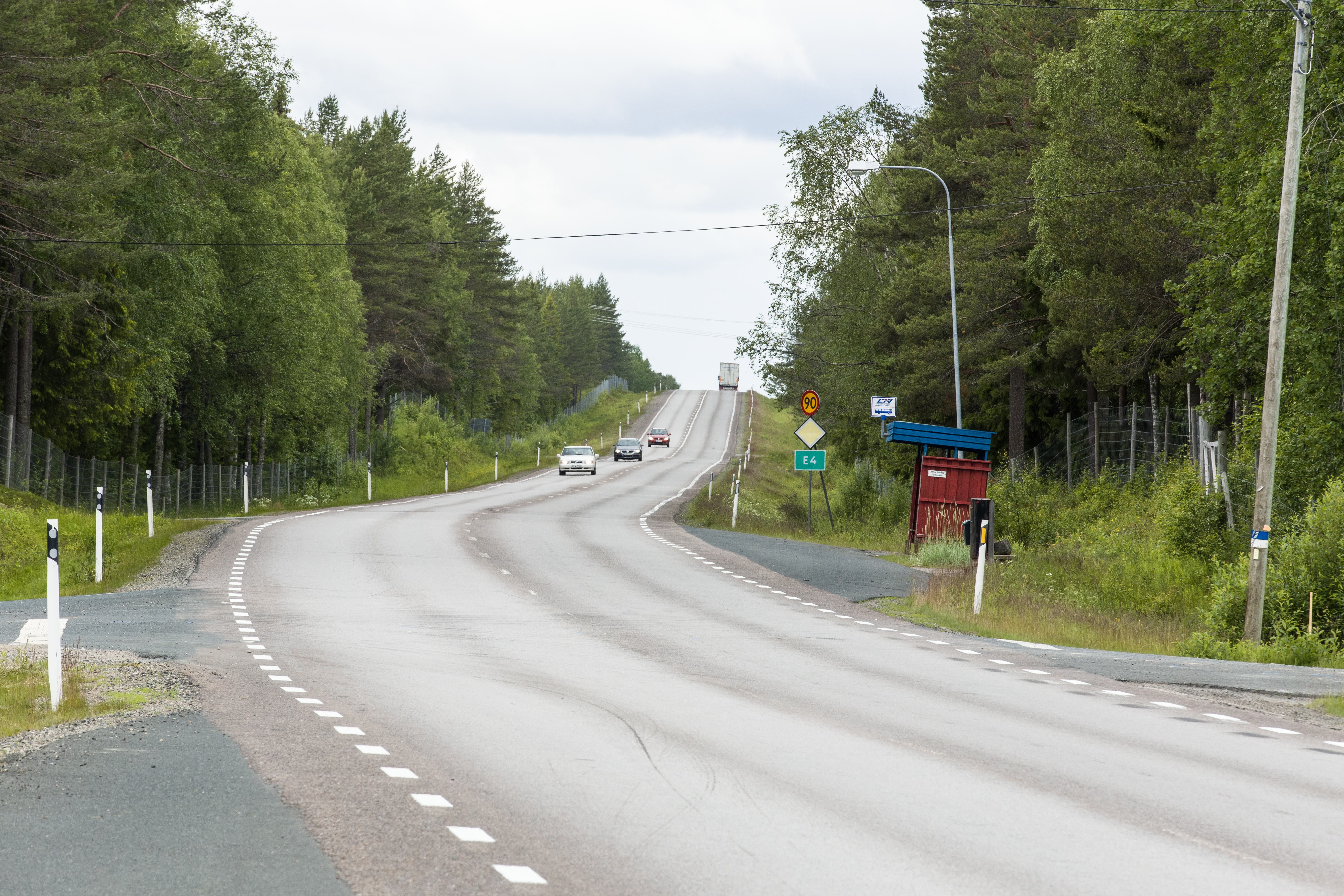
E4 mellan Sangis och Haparanda

Längs Norrlandskusten har motorvägsutbyggnader eller planskilda 2+2-vägar byggts men längre sträckor har ofta byggts om till 2+1-vägar på grund av att trafikmängden är lägre längs norrlandskusten än söderut med undantag kring de större städerna längs vägen. Norr om Gävle blir vägen en 2+1-väg. E4-sträckan mellan Gävle och Axmartavlan, motortrafikled byggd 1987, var under 1990-talet olycksdrabbad. Vägen planerades nämligen till motorväg, med långa svepande kurvor, klotoider och inga raksträckor. Av besparingsskäl byggdes bara ena halvan av den planerade motorvägen. E4 är korsningsfri landsväg (undantaget korsningar med enskilda vägar) mellan Axmartavlan och Söderhamn, samt motorväg eller motortrafikled upp till Hudiksvall. Vid Axmartavlan finns den enda korsningen i plan med en allmän väg mellan Helsingborg och Hudiksvall. Dock är hela sträckan från Gävle relativt starkt trafikerad och vid vissa tidpunkter på året är den kraftigt belastad. Från Söderhamn övergår vägen till fyrfilig motortrafikled fram till Hudiksvall. 
Mellan Söderhamn och Enånger byggdes Sveriges första s.k. fyrfältsväg, vilken ursprungligen varken klassades som motorväg eller motortrafikled när den invigdes 1999. Efter några år i bruk fick den motorvägsstatus utan att några förändringar gjorts. I samband med att sträckan från Enånger till Hudiksvall invigdes 2011 skyltades Söderhamn-Enånger om till motortrafikled. Vägen saknar vägrenar och har för motorvägar smala körfält. Avfarterna svänger av mycket tvärt och påfarterna är svagt vinklade och saknar accelerationsfält; i stället är det stopplikt som gäller. Fortfarande är de flesta skyltbakgrunder som brukar vara gröna längs motorvägar blåa på detta avsnitt. Utformningen utan riktiga av- och påfarter kritiserades vid planeringen av bland andra NTF och polismyndigheten. Efter Hudiksvall är vägen blandad 2+1-väg och landsväg fram till Njurundabommen där vägen åter blir motorväg fram till Timrå. Sträckan fram till Sundsvallsfjärden, inklusive en bro över denna, invigdes 2014. Delen norr om Sundsvallsfjärden byggdes under 1960 och 1970-talet. Norr om Timrå fortsätter sedan 1991 E4 som motortrafikled fram till Midlanda, och därefter 2+1-väg över Indalsälvens delta och upp till Härnösand där vägen går nära centrum. Därefter är det landsväg genom Älandsbro och från Överdal 2+1-väg med planskilda korsningar vid bland annat Högakustenbron. Bron och kring 20 kilometer ny vägsträckning genom Höga kusten invigdes hösten 1997. E4 är sedan 2+1-väg Gallsätter-Ullånger, Docksta-Tvillingsta och 2+2-väg norr om Örnsköldsvik förbi Arnäsvall. Sträckan därefter upp till länsgränsen mot Västerbotten är blandad 2+1 och 2+2 väg med s.k balkräcke i vägbanan. I Västerbottens län är vägstandarden från länsgränsen till Umeå 2+1 väg med 110 km/h hastighetsbegränsning. Sträckan Stöcksjö–Umeå uppfyller motorvägsstandard men en cirkulationsplats gör att vägen inte är klassad som motorväg trots att den i praktiken fungerar som det. Detta avsnitt har också tidigare varit motorväg men förlorade sin motorvägsstatus sedan cirkulationsplatsen blivit byggd.
Norr om Umeå är sträckan 2+1-väg fram till Sikeå. Därefter går den sedan som vanlig landsväg (nio meter bred) fram till Bureå. 2004 invigdes en helt ny sträckning med mestadels planskild 2+1-väg fram till Skellefteå, och mellan Skellefteå och Byske är vägen utbyggd till 2+2-väg med motorvägsstandard. Nästa avsnitt med motorväg är sedan mellan Piteå och Bertnäs som också är Sveriges nordligaste motorväg. Ursprungligen var denna klassad som motortrafikled, vilket berodde på kringgående av ett riksdagsbeslut om att det inte skulle byggas motorvägar norr om Sundsvallstrakten. Vid Luleå finns en motortrafikledssträcka. Där finns en motortrafikledskorsning, världens nordligaste (utformad som motorvägskorsning, men det är motortrafikleder). Den byggdes, inklusive förbifarten förbi Luleå, år 1978. Innan dess var även Luleå en av de många städer E4 gick igenom.

### Äldre sträckningar
Följande sträckor i Sverige, eller delar av dessa, hör till dem som tidigare utgjort delar av E4, men som inte längre gör det.
- Bergnäsbron, Luleå
- Tegsbron, Umeå
- Sandöbron
- Länsväg 332
- Länsväg X 583
- Rådhusesplanaden, Gävle
- Riksväg 76 (Gävle - Älvkarleby)
- Länsväg 291
- Länsväg C 600
- Gator i Uppsala
  - Tycho Hedéns väg
  - Stålgatan
- Länsväg 255
- Gator och broar i Stockholm
  - Norra stationsgatan
  - Sankt Eriksgatan
  - Västerbron
  - Långholmsgatan
  - Liljeholmsbron
- Länsväg E 796
- Malmslättsvägen, Linköping
- Grännavägen
- Gamla E4 Vaggeryd-Örkelljunga
- Ängelholmsleden, Helsingborg

## Vägstandard

### Vägstandard
| Delsträcka                           | Delsträcka                           | Avstånd | Hastighet | Vägstandard                                                                                         |
| ------------------------------------ | ------------------------------------ | ------- | --------- | --------------------------------------------------------------------------------------------------- |
| Haparanda                            | Kalix                                | 48 km   |           | 2+1-väg, 2+2-väg. 30–50 km/h riksgränsen–cirkulationsplats Björka.                                  |
| Kalix                                | Åkroken                              | 15 km   |           | Landsväg. 50–80 km/h genom Kalix.                                                                   |
| Åkroken                              | Rutvik                               | 43 km   |           | 2+1-väg                                                                                             |
| Rutvik                               | Gäddvik                              | 9 km    |           | Motortrafikled (2+1)                                                                                |
| Gäddvik                              | Bertnäs                              | 38 km   |           | 2+1-väg                                                                                             |
| Bertnäs                              | Piteå                                | 6 km    |           | Motorväg (2+2)                                                                                      |
| Piteå                                | Bureå                                | 88 km   |           | 2+1-väg, 2+2-väg 70–90 km/h genom Piteå, 90 km/h genom Byske, 50–90 km/h genom Skellefteå.          |
| Bureå                                | Sikeå                                | 55 km   |           | Landsväg. 70 km/h genom Bureå.                                                                      |
| Sikeå                                | Djäkneboda                           | 22 km   |           | 2+1-väg                                                                                             |
| Djäkneboda                           | Docksta                              | 180 km  |           | 2+1-väg, 2+2-väg 80–100 km/h genom Umeå, 50–80 km/h genom Örnsköldsvik.                             |
| Docksta                              | Ullånger                             | 13 km   | 100       | 2+1-väg                                                                                             |
| Ullånger                             | Överdal                              | 44 km   |           | 2+1-väg 70–90 km/h vid Gallsäter.                                                                   |
| Överdal                              | Härnösand (Fröland)                  | 12 km   |           | Landsväg.                                                                                           |
| Härnösand (Fröland)                  | Midlanda                             | 25 km   |           | 2+1-väg, 80 km/h vid Antjärn, 1+1-väg Midlanda-Torsboda och Bölesjön-Svarvarböle                    |
| Midlanda                             | Timrå                                | 6 km    |           | Motortrafikled (2+1) , 1+1 i Sörberge                                                               |
| Timrå                                | Njurundabommen                       | 35 km   |           | Motorväg (2+2)                                                                                      |
| Njurundabommen                       | Gnarp                                | 25 km   |           | 2+1-väg                                                                                             |
| Gnarp                                | Kongberget                           | 22 km   |           | Landsväg.                                                                                           |
| Kongberget                           | Hudiksvall                           | 21 km   |           | 2+1-väg                                                                                             |
| Hudiksvall                           | Söderhamn                            | 50 km   |           | Motortrafikled (2+2) 100 km/h vid Hudiksvall.                                                       |
| Söderhamn                            | Bergby (Axmartavlan)                 | 40 km   |           | 2+1-väg                                                                                             |
| Bergby (Axmartavlan)                 | Gävle (Gävle N)                      | 33 km   |           | Motortrafikled (2+1)                                                                                |
| Gävle (Gävle N)                      | Mehedeby                             | 30 km   |           | Motorväg (2+2)                                                                                      |
| Mehedeby                             | Uppsala (trafikplats Fullerö)        | 60 km   |           | Motorväg (2+2)                                                                                      |
| Uppsala (trafikplats Fullerö)        | Upplands Väsby (trafikplats Glädjen) | 50 km   |           | Motorväg (2+2)                                                                                      |
| Upplands Väsby (trafikplats Glädjen) | Sollentuna (trafikplats Häggvik)     | 10 km   |           | Motorväg (3+3) Variabel hastighet (80/100 km/h) mellan trafikplats Rotebro och trafikplats Häggvik. |
| Sollentuna (trafikplats Häggvik)     | Solna (trafikplats Järva Krog)       | 9 km    |           | Motorväg (4+4) Gemensam med mellan trafikplats Kista och trafikplats Järva Krog.                    |
| Solna (trafikplats Järva Krog)       | Stockholm (trafikplats Västberga)    | 12 km   |           | Motorväg ((2-4)+(2-4)) Gemensam med från trafikplats Norrtull.                                      |
| Stockholm (trafikplats Västberga)    | Hallunda (trafikplats Hallunda)      | 12 km   |           | Motorväg (3+3) Gemensam med .                                                                       |
| Hallunda (trafikplats Hallunda)      | Södertälje (trafikplats Saltskog Ö)  | 14 km   |           | Motorväg (3+3) Variabel hastighet (80/100 km/h). Gemensam med .                                     |
| Södertälje (trafikplats Saltskog Ö)  | Linköping (trafikplats Linköping V)  | 170 km  |           | Motorväg (2+2) 90 km/h förbi Nyköping, 90 km/h vid trafikplats Norrköping N.                        |
| Linköping (trafikplats Linköping V)  | Gränna (norr om trafikplats Gränna)  | 90 km   |           | Motorväg (2+2)                                                                                      |
| Gränna (norr om trafikplats Gränna)  | Huskvarna (Huskvarna N)              | 28 km   |           | Motorväg (2+2)                                                                                      |
| Huskvarna (Huskvarna N)              | Jönköping (trafikplats Råslätt)      | 13 km   |           | Motorväg (2+2) 50–70 km/h vid trafikplats Ljungarum i Jönköping.                                    |
| Jönköping (trafikplats Råslätt)      | Jönköping (trafikplats Torsvik)      | 6 km    |           | Motorväg (2+2)                                                                                      |
| Jönköping (trafikplats Torsvik)      | Örkelljunga (trafikplats Ljungaskog) | 182 km  |           | Motorväg (2+2)                                                                                      |
| Örkelljunga (trafikplats Ljungaskog) | Helsingborg (trafikplats Elineberg)  | 45 km   |           | Motorväg (2+2)                                                                                      |
| Helsingborg (trafikplats Elineberg)  | Helsingborg (färjeterminal)          | 2 km    |           | Stadsgata.                                                                                          |

## Byggår till mötesfri väg, Helsingborg – Haparanda
| Ordning | Vägnummer | Start                | Slut             | Vägtyp             | Byggår | Namn på helt etapp-projekt | Status         |
| ------- | --------- | -------------------- | ---------------- | ------------------ | ------ | -------------------------- | -------------- |
| 1       | E4        | Högaborg             | Helsingborg      | Motorväg           | 1975   |                            |                |
| 2       | E4        | Helsingborg          | Kropp            | Motorväg           | 1977   |                            |                |
| 3       | E4        | Kropp                | Hyllinge         | Motorväg           | 1978   |                            |                |
| 4       | E4        | Hyllinge             | Åstorp           | Motorväg           | 1993   |                            |                |
| 5       | E4        | Åstorp               | Tranarp          | Motorväg           | 1995   |                            |                |
| 6       | E4        | Tranarp              | Ljungaskog       | Motorväg           | 1996   |                            |                |
| 7       | E4        | Ljungaskog           | Brånhult         | Motorväg           | 2004   |                            |                |
| 8       | E4        | Brånhult             | Misterhult       | Motorväg           | 2006   |                            |                |
| 9       | E4        | Misterhult           | Gräsholma        | Motorväg           | 2005   |                            |                |
| 10      | E4        | Gräsholma            | Strömsnäsbruk    | Motorväg           | 2004   |                            |                |
| 11      | E4        | Strömsnäsbruk        | Hornsborg        | Motorväg           | 1993   |                            |                |
| 12      | E4        | Hornsborg            | Kånna            | Motorväg           | 1997   |                            |                |
| 13      | E4        | Kånna                | Ljungby          | Motorväg           | 2025   |                            |                |
| 14      | E4        | Ljungby              | Toftaholm        | Motorväg           | 2023   |                            |                |
| 15      | E4        | Toftaholm            | Hjälshammar      | Motorväg           | 1997   |                            |                |
| 16      | E4        | Hjälshammar          | Värnamo          | Motorväg           | 1995   |                            |                |
| 17      | E4        | Värnamo              | Skillingaryd     | Motorväg           | 1994   |                            |                |
| 18      | E4        | Skillingaryd         | Hyltena          | Motorväg           | 1993   |                            |                |
| 19      | E4        | Hyltena              | Röde påle        | Motorväg           | 1966   |                            |                |
| 20      | E4        | Röde påle            | Huskvarna        | Motorväg           | 1967   |                            |                |
| 21      | E4        | Genom Huskvarna      |                  | Motorväg           | 1968   |                            |                |
| 22      | E4        | Huskvarna            | Vättersmålen     | Motorväg           | 1960   |                            |                |
| 23      | E4        | Vättersmålen         | Gränna           | Motorväg           | 1964   |                            |                |
| 24      | E4        | Gränna               | Ödeshög          | Motorväg           | 1972   |                            |                |
| 25      | E4        | Ödeshög              | Väderstad        | Motorväg           | 1999   |                            |                |
| 26      | E4        | Väderstad            | Mjölby           | Motorväg           | 1998   |                            |                |
| 27      | E4        | Förbi Mjölby         |                  | Motorväg           | 1980   |                            |                |
| 28      | E4        | Mjölby               | Mantorp          | Motorväg           | 1969   |                            |                |
| 29      | E4        | Mantorp              | Linköping        | Motorväg           | 1979   |                            |                |
| 30      | E4        | Förbi Linköping      |                  | Motorväg           | 1976   |                            |                |
| 31      | E4        | Linköping            | Norsholm         | Motorväg           | 1975   |                            |                |
| 32      | E4        | Norsholm             | Melby            | Motorväg           | 1988   |                            |                |
| 33      | E4        | Melby                | Lövstad          | Motorväg           | 1989   |                            |                |
| 34      | E4        | Lövstad              | Norrköping       | Motorväg           | 1992   |                            |                |
| 35      | E4        | Norrköping           | Loddby           | Motorväg           | 1996   |                            |                |
| 36      | E4        | Loddby               | Länsgräns Ö/S    | Motorväg           | 1965   |                            |                |
| 37      | E4        | Länsgräns Ö/S        | Gammelsta        | Motorväg           | 1994   |                            |                |
| 38      | E4        | Gammelsta            | Bergshammar      | Motorväg           | 1996   |                            |                |
| 39      | E4        | Bergshammar          | Nyköping         | Motorväg           | 1961   |                            |                |
| 40      | E4        | Nyköping             | Lästringe        | Motorväg           | 1973   |                            |                |
| 41      | E4        | Lästringe            | Sille            | Motorväg           | 1980   |                            |                |
| 42      | E4        | Sille                | Järna            | Motorväg           | 1984   |                            |                |
| 43      | E4        | Järna                | Bränninge        | Motorväg           | 1968   |                            |                |
| 44      | E4        | Bränninge            | Saltskog         | Motorväg           | 1966   |                            |                |
| 45      | E4        | Saltskog             | Moraberg         | Motorväg           | 1965   |                            |                |
| 46      | E4        | Moraberg             | Salem            | Motorväg           | 1961   |                            |                |
| 47      | E4        | Salem                | Fittja           | Motorväg           | 1971   |                            |                |
| 48      | E4        | Fittja               | Kungens kurva    | Motorväg           | 1969   |                            |                |
| 49      | E4        | Kungens kurva        | Midsommarkransen | Motorväg           | 1968   |                            |                |
| 50      | E4        | Midsommarkransen     | Hornsberg        | Motorväg           | 1967   |                            |                |
| 51      | E4        | Hornsberg            | Norra länken     | Motorväg           | 1970   |                            |                |
| 52      | E4        | Genom Norra länken   |                  | Motorväg           | 2017   |                            |                |
| 53      | E4        | Genom Eugeniatunneln |                  | Motorväg           | 1991   |                            |                |
| 54      | E4        | Eugeniatunneln       | Haga norra       | Motorväg           | 1991   |                            |                |
| 55      | E4        | Haga norra           | Järva krog       | Motorväg           | 1993   |                            |                |
| 56      | E4        | Järva krog           | Sörentorp        | Motorväg           | 1973   |                            |                |
| 57      | E4        | Sörentorp            | Tureberg         | Motorväg           | 1959   |                            |                |
| 58      | E4        | Tureberg             | Rotsunda         | Motorväg           | 1962   |                            |                |
| 59      | E4        | Rotsunda             | Norrsunda        | Motorväg           | 1963   |                            |                |
| 60      | E4        | Norrsunda            | Arlanda          | Motorväg           | 1962   |                            |                |
| 61      | E4        | Arlanda              | Brunnby          | Motorväg           | 1972   |                            |                |
| 62      | E4        | Brunnby              | Uppsala          | Motorväg           | 1980   |                            |                |
| 63      | E4        | Uppsala              | Björklinge       | Motorväg           | 2006   |                            |                |
| 64      | E4        | Björklinge           | Älvkarlen        | Motorväg           | 2007   |                            |                |
| 65      | E4        | Älvkarlen            | Gävle            | Motorväg           | 1995   |                            |                |
| 66      | E4        | Gävle                | Axmartavlan      | Motortrafikled     | 1998   |                            |                |
| 67      | E4        | Axmartavlan          | Noran            | Mötesseparerad väg | 2002   |                            |                |
| 68      | E4        | Noran                | Söderhamn        | Mötesseparerad väg | 2004   |                            |                |
| 69      | E4        | Söderhamn            | Enånger          | Motortrafikled     | 1999   |                            |                |
| 70      | E4        | Enånger              | Hudiksvall       | Motortrafikled     | 2011   |                            |                |
| 71      | E4        | Hudiksvall           | Kongberget       | Mötesseparerad väg | 2005   |                            |                |
| 72      | E4        | Kongberget           | Gnarp            | Mötesseparerad väg | 2033   | Kongberget – Gnarp         | Byggstart 2028 |
| 73      | E4        | Gnarp                | Länsgräns G/VN   | Mötesseparerad väg | 2007   |                            |                |
| 74      | E4        | Länsgräns G/VN       | Njurundabommen   | Mötesseparerad väg | 2006   |                            |                |
| 75      | E4        | Njurundabommen       | Skönsmon         | Motorväg           | 2014   |                            |                |
| 76      | E4        | Skönsmon             | Timrå            | Motorväg           | 1980   |                            |                |
| 77      | E4        | Timrå                | Midlanda         | Motortrafikled     | 2001   |                            |                |
| 78      | E4        | Midlanda             | Torsboda         | Mötesseparerad väg | 2001   |                            |                |
| 79      | E4        | Torsboda             | Kittjärn         | Mötesseparerad väg | 2006   |                            |                |
| 80      | E4        | Kittjärn             | Härnösand        | Väg                |        |                            | Ej finansierad |
| 81      | E4        | Härnösand            | Saltvik          | Mötesseparerad väg | 2006   |                            |                |
| 82      | E4        | Saltvik              | Älandsbro        | Väg                |        |                            | Ej finansierad |
| 83      | E4        | Genom Älandsbro      |                  | Mötesseparerad väg | 2019   |                            |                |
| 84      | E4        | Älandsbro            | Överdal          | Väg                |        |                            | Ej finansierad |
| 85      | E4        | Överdal              | Gallsäter        | Mötesseparerad väg | 2001   |                            |                |
| 86      | E4        | Gallsäter            | Ullånger         | Mötesseparerad väg | 2009   |                            |                |
| 87      | E4        | Ullånger             | Docksta          | Mötesseparerad väg | 2019   |                            |                |
| 88      | E4        | Docksta              | Skule            | Mötesseparerad väg | 2003   |                            |                |
| 89      | E4        | Skule                | Örnsköldsvik     | Mötesseparerad väg | 2011   |                            |                |
| 90      | E4        | Genom Örnsköldsvik   |                  |                    |        |                            | Ej finansierad |
| 91      | E4        | Örnsköldsvik         | Arnäsvall        | Mötesseparerad väg | 2006   |                            |                |
| 92      | E4        | Arnäsvall            | Husum            | Mötesseparerad väg | 2009   |                            |                |
| 93      | E4        | Husum                | Saluböle         | Mötesseparerad väg | 2003   |                            |                |
| 94      | E4        | Saluböle             | Nordmaling       | Mötesseparerad väg | 2005   |                            |                |
| 95      | E4        | Förbi Nordmaling     |                  | Mötesseparerad väg | 2010   |                            |                |
| 96      | E4        | Nordmaling           | Hörnefors        | Mötesseparerad väg | 2005   |                            |                |
| 97      | E4        | Hörnefors            | Umeå             | Mötesseparerad väg | 2001   |                            |                |
| 98      | E4        | Förbi Umeå           |                  | Mötesseparerad väg | 2012   |                            |                |
| 99      | E4        | Umeå                 | Sävar            | Mötesseparerad väg | 2008   |                            |                |
| 100     | E4        | Sävar                | Djäkneboda       | Mötesseparerad väg | 2006   |                            |                |
| 101     | E4        | Djäkneboda           | Bygdeå           | Mötesseparerad väg | 2022   | Djäkneboda – Bygdeå        |                |
| 102     | E4        | Bygdeå               | Sikeå            | Mötesseparerad väg | 2009   |                            |                |
| 103     | E4        | Sikeå                | Gumboda          | Mötesseparerad väg | 2023   | Sikeå – Gumboda            |                |
| 104     | E4        | Gumboda              | Grimsmark        | Mötesseparerad väg | 2027   | Gumboda – Grimsmark        | Pågår          |
| 105     | E4        | Grimsmark            | Broänge          | Väg                |        |                            | Ej finansierad |
| 106     | E4        | Broänge              | Daglösten        | Mötesseparerad väg | 2033   | Broänge – Daglösten        | Byggstart 2028 |
| 107     | E4        | Daglösten            | Ljusvattnet      | Mötesseparerad väg | 2033   | Daglösten – Ljusvattnet    | Byggstart 2028 |
| 108     | E4        | Ljusvattnet          | Yttervik         | Väg                |        |                            | Ej finansierad |
| 109     | E4        | Yttervik             | Skellefteå       | Mötesseparerad väg | 2003   |                            |                |
| 110     | E4        | Förbi Skellefteå     |                  | Mötesseparerad väg | 2033   |                            | Byggstart 2028 |
| 111     | E4        | Skellefteå           | Kåge             | Mötesseparerad väg | 2004   |                            |                |
| 112     | E4        | Kåge                 | Byske            | Mötesseparerad väg | 2005   |                            |                |
| 113     | E4        | Byske                | Kinnbäck         | Mötesseparerad väg | 2008   |                            |                |
| 114     | E4        | Kinnbäck             | Jävre            | Mötesseparerad väg | 2013   |                            |                |
| 115     | E4        | Jävre                | Piteå            | Mötesseparerad väg | 2007   |                            |                |
| 116     | E4        | Genom Piteå          |                  | Motorväg           | 1994   |                            |                |
| 117     | E4        | Piteå                | Norrfjärden      | Mötesseparerad väg | 2015   |                            |                |
| 118     | E4        | Norrfjärden          | Rosvik           | Mötesseparerad väg | 2014   |                            |                |
| 119     | E4        | Rosvik               | Ersnäs           | Mötesseparerad väg | 2003   |                            |                |
| 120     | E4        | Ersnäs               | Antnäs           | Mötesseparerad väg | 2014   |                            |                |
| 121     | E4        | Antnäs               | Gäddvik          | Mötesseparerad väg | 2002   |                            |                |
| 122     | E4        | Gäddvik              | Rutvik           | Motortrafikled     | 2002   |                            |                |
| 123     | E4        | Rutvik               | Ängesbyn         | Mötesseparerad väg | 2002   |                            |                |
| 124     | E4        | Ängesbyn             | Börjelslandet    | Mötesseparerad väg | 2003   |                            |                |
| 125     | E4        | Förbi Börjelslandet  |                  | Mötesseparerad väg | 2022   | Börjelslandet              |                |
| 126     | E4        | Börjelslandet        | Töre             | Mötesseparerad väg | 2007   |                            |                |
| 127     | E4        | Töre                 | Åkroken          | Mötesseparerad väg | 2010   |                            |                |
| 128     | E4        | Åkroken              | Kalix            | Mötesseparerad väg | 2016   |                            |                |
| 129     | E4        | Genom Kalix          |                  | Väg                |        |                            | Ej finansierad |
| 130     | E4        | Kalix                | Björkforsvägen   | Mötesseparerad väg | 2018   |                            |                |
| 131     | E4        | Björkforsvägen       | Lappbäcken       | Mötesseparerad väg | 2016   |                            |                |
| 132     | E4        | Lappbäcken           | Harrioja         | Väg                |        |                            | Ej finansierad |
| 133     | E4        | Harrioja             | Salmis           | Mötesseparerad väg | 2009   |                            |                |
| 134     | E4        | Salmis               | Haparanda        | Mötesseparerad väg | 2023   | Salmis – Haparanda         |                |
| 135     | E4        | Haparanda            | Finska gränsen   | Mötesseparerad väg | 2008   |                            |                |

Uppgifterna om byggår har begärts ut från Trafikverket under vintern 2020/2021 och därefter sammanställts enligt ovan.

## Trafikplatser och korsningar
Sedan mitten av 2004 har Trafikverket givit motorvägs- och motortrafikledsavfarterna på bland annat E4:an nummer, detta för att underlätta då man ska ge vägbeskrivningar. Detta har genomförts efter internationell förebild, exempelvis använder Tyskland, Danmark och Frankrike detta system. På de sträckor där flera europavägar går gemensamt är även numreringen gemensam, sedan börjar man på nummer 65 på E4:ans egen sträcka, för att det ska stämma med numreringen av E20 när vägarna går samman i Södertälje.
| Lista över trafikplatser längs Redigera                                                                                       | Lista över trafikplatser längs Redigera | Lista över trafikplatser längs Redigera | Lista över trafikplatser längs Redigera                                                    |
| | Nr                                      | Namn                                    | Skyltning                                                                                  |
| --- | --------------------------------------- | --------------------------------------- | ------------------------------------------------------------------------------------------ |
| |                                         | Färja till/från Helsingör               | (skyltas inte) till/från Helsingör                                                         |
| | -                                       |                                         | Västhamnsverket                                                                            |
| |                                         | Helsingborg Malmöleden/Planteringsvägen | Helsingborgs centrum (E4 svänger)                                                          |
| Motorväg/Motortrafikled Helsingborg–Axmartavlan (nära Bergby)                                                                 |                                         |                                         |                                                                                            |
| | 25                                      | Trafikplats Elineberg                   | Elineberg                                                                                  |
| | 26                                      | Trafikplats Ramlösa                     | Ramlösa, Råå                                                                               |
| | 27                                      | Trafikplats Ättekulla                   | Höganäs, Ättekulla                                                                         |
| Motorvägskorsning | 28                                      | Trafikplats Helsingborg Södra           | Malmö Ekeby (E4 svänger)                                                                   |
| | 29                                      | Trafikplats Vasatorp                    | Helsingborg Ö                                                                              |
| Motorvägskorsning | 30                                      | Trafikplats Kropp                       | Göteborg (endast söderifrån), Helsingborg N (E4 svänger)                                   |
| | 65                                      | Trafikplats Hyllinge                    | Bjuv, Göteborg                                                                             |
| | 66                                      | Trafikplats Nyvång                      | Nyvång, Åstorp S                                                                           |
| | 67                                      | Trafikplats Åstorp                      | Åstorp N, Hässleholm, Kristianstad Höganäs                                                 |
| | 68                                      | Trafikplats Östra Ljungby               | Ängelholm, Höör, Klippan                                                                   |
| | 69                                      | Trafikplats Mölletofta                  | Stidsvig, Rastplats Mölletofta                                                             |
| | 70                                      | Trafikplats Eket                        | Eket                                                                                       |
| | 71                                      | Trafikplats Ljungaskog                  | Örkelljunga                                                                                |
| | 72                                      | Trafikplats Örkelljunga                 | Örkelljunga, Laholm, Hässleholm, Perstorp                                                  |
| | 73                                      | Trafikplats Skånes Fagerhult            | Skånes Fagerhult, Åsljunga, Bjärabygget                                                    |
| | 74                                      | Trafikplats Markaryd Södra              | Hässleholm, Markaryd S                                                                     |
| | 75                                      | Trafikplats Markaryd Norra              | Halmstad, Karlshamn, Markaryd N, Hallaryd                                                  |
| |                                         | Laganbron                               | Över Lagan, 363 m                                                                          |
| | 76                                      | Trafikplats Strömsnäs-Traryd            | Hinneryd Tingsryd, Traryd, Älmhult, Strömsnäsbruk                                          |
| | 77                                      | Trafikplats Hornsborg                   | Tingsryd, Älmhult, Traryd                                                                  |
| | 78                                      | Trafikplats Hamneda                     | Nöttja, Hornsborg, Hamneda                                                                 |
| | 79                                      | Trafikplats Ljungby Södra               | (västerut) Halmstad, Bolmen, Bolmsö                                                        |
| | 80                                      | Trafikplats Ljungby Norra               | (österut) Kalmar, Växjö, Ljungby N                                                         |
| | 81                                      | Trafikplats Lagan                       | Vittaryd, Bolmsö, Lagan                                                                    |
| | 82                                      | Trafikplats Hallsjö                     | Toftaholm, Dörarp, Åby                                                                     |
| | 83                                      | Trafikplats Toftaholm                   | Toftaholm, Tånnö, Dörarp, Vittaryd                                                         |
| | 84                                      | Trafikplats Värnamo Södra               | Värnamo S, Göteborg, Karlskrona, Varberg                                                   |
| | 85                                      | Trafikplats Värnamo Norra               | Värnamo N Vetlanda Hestra                                                                  |
| | 86                                      | Trafikplats Klevshult                   | Hörle, Klevshult, Hagshult                                                                 |
| | 87                                      | Trafikplats Skillingaryd Södra          | Bredaryd, Hillerstorp, Skillingaryd S, Tofteryd                                            |
| | 88                                      | Trafikplats Skillingaryd Norra          | Skillingaryd N, Götaström                                                                  |
| | 89                                      | Trafikplats Vaggeryd Södra              | Vaggeryd S, Götafors                                                                       |
| | 90                                      | Trafikplats Vaggeryd Norra              | Bondstorp, Vaggeryd N, Byarum                                                              |
| | 91                                      | Trafikplats Stigamo                     | Ronneby, Växjö, Vrigstad                                                                   |
| | 92                                      | Trafikplats Hyltena                     | Lovsjö, Torsvik S                                                                          |
| | 93                                      | Trafikplats Torsvik                     | Taberg, Norrahammar, Torsvik N, Barnarp                                                    |
| | 94                                      | Trafikplats Råslätt                     | Råslätt, Ljungarum                                                                         |
| Motorvägskorsning | 95                                      | Trafikplats Ljungarum                   | Mariestad, Halmstad Göteborg Trollhättan Hjo; Jönköping C (E4 svänger)                     |
| | 96                                      | Trafikplats Ryhov                       | Ljungarum, Ryhov                                                                           |
| | 97                                      | Trafikplats A6                          | Jönköping C, Asecs                                                                         |
| | 98                                      | Trafikplats Ekhagen                     | Nässjö Västervik Oskarshamn, Ekhagen (endast östergående)                                  |
| | 98b                                     | Trafikplats Ekhagen                     | Jönköping C (avfart endast västergående, påfart endast östergående)                        |
| | 98a                                     | Trafikplats Ekhagen                     | Nässjö Västervik Oskarshamn, Ekhagen (endast västergående)                                 |
| | 99                                      | Trafikplats Österängen                  | Vätternäs, Rosenlund, Österängen                                                           |
| | 100                                     | Trafikplats Huskvarna Södra             | Aneby, Lekeryd, Huskvarna S C, Öxnehaga                                                    |
| | 101                                     | Trafikplats Huskvarna Norra             | Brunstorp, Aneby, Skärstad, Norrängen                                                      |
| |                                         | Rastplats Vista Kulle                   |                                                                                            |
| | 102                                     | Trafikplats Vättersmålen                | Ölmstad                                                                                    |
| |                                         | Rastplats Gunneryd                      | (rastplats endast på södergående sida)                                                     |
| | 103                                     | Trafikplats Gyllene Uttern              | Ölmstad                                                                                    |
| | 104                                     | Trafikplats Gränna                      | Gränna, Visingsö, Tranås                                                                   |
| | -                                       | Trafikplats Brahehus                    | Rastplats,                                                                                 |
| | 105                                     | Trafikplats Vida Vättern                | Tällekullen                                                                                |
| | 106                                     | Trafikplats Ödeshög                     | Vadstena, Ödeshög                                                                          |
| | 107                                     | Trafikplats Väderstad                   | Väderstad, Boxholm                                                                         |
| | 108                                     | Trafikplats Mjölby Västra               | Örebro, Motala Vetlanda, Boxholm, Mjölby V                                                 |
| | 109                                     | Trafikplats Mjölby Östra                | Mjölby Ö                                                                                   |
| |                                         | Rastplats Svartån                       | (rastplats endast på södergående sida)                                                     |
| |                                         |                                         | Över Svartån                                                                               |
| | 110                                     | Trafikplats Mantorp                     | Vadstena, Skänninge, Mantorp                                                               |
| Motorvägskorsning | 111                                     | Trafikplats Linköping Västra            | Motala; Kisa, Vimmerby, Linköping V                                                        |
| | 112                                     | Trafikplats Linköping Norra             | Berg, Linköping N C                                                                        |
| |                                         |                                         | Över Stångån (Kinda kanal)                                                                 |
| Motorvägskorsning | 113                                     | Trafikplats Linköping Östra             | Västervik, Åtvidaberg, Linköping Ö                                                         |
| |                                         | Rastplats Herrbeta                      | Bensinstation                                                                              |
| | 115                                     | Trafikplats Norsholm                    | Finspång, Norsholm; Söderköping; Linghem                                                   |
| |                                         | Norsholmsbron                           | Över Göta kanal, 348 m                                                                     |
| | 116                                     | Trafikplats Melby                       | Norsholm, Västerby (avfart endast södergående, påfart endast norrgående)                   |
| | 117                                     | Trafikplats Lövstad                     | Kimstad                                                                                    |
| | 118                                     | Trafikplats Klinga                      | Skärblacka                                                                                 |
| | 119                                     | Trafikplats Norrköping Södra            | , Kalmar, Arkösund, Norrköping S C                                                         |
| |                                         |                                         | Över Motala ström                                                                          |
| | 120                                     | Trafikplats Bråvalla                    |                                                                                            |
| | 121                                     | Trafikplats Ingelsta                    | Örebro, Finspång, Norrköping N C                                                           |
| | 122                                     | Trafikplats Norrköping Norra            | Norrköping N C (avfart endast södergående, påfart endast norrgående)                       |
| | 123                                     | Trafikplats Loddby                      | Katrineholm, Västerås, Åby (avfart endast norrgående, påfart endast södergående)           |
| | 124                                     | Trafikplats Åby                         | Åby, Katrineholm, Braviken                                                                 |
| | 125                                     | Trafikplats Björnsnäs                   | Getå                                                                                       |
| | 126                                     | Trafikplats Strömsfors                  | Getå, Kolmårdens djurpark                                                                  |
| | 127                                     | Trafikplats Stavsjö                     | Stavsjö                                                                                    |
| | 128                                     | Trafikplats Gammelsta                   | Katrineholm, Ålberga                                                                       |
| | 129                                     | Trafikplats Jönåker                     | Stigtomta, Jönåker                                                                         |
| | 130                                     |                                         | Rastplatsen Nyköpingsbro                                                                   |
| | 131                                     | Trafikplats Bergshammar                 | Enstaberga Bergshammar (endast till/från nord)                                             |
| | 132                                     | Trafikplats Kungsladugården             | Oxelösund, Nyköping V                                                                      |
| | 133                                     | Trafikplats Hållet                      | Örebro, Eskilstuna, Skavsta, Nyköping C                                                    |
| |                                         |                                         | Över Nyköpingsån                                                                           |
| | 134                                     | Trafikplats Påljungshage                | Studsvik, Mariefred, Nyköping Ö                                                            |
| | 135                                     | Trafikplats Tystberga                   | Tystberga                                                                                  |
| | 136                                     | Trafikplats Lästringe                   | Gnesta (endast norrgående)                                                                 |
| | 137                                     | Trafikplats Lästringe                   | Gnesta (endast södergående)                                                                |
| |                                         | Rastplats Sillekrog                     | Bensinstation                                                                              |
| | 138                                     | Trafikplats Vagnhärad                   | Trosa, Vagnhärad                                                                           |
| | 139                                     | Trafikplats Hölö                        | Hölö, Mörkö                                                                                |
| | 141                                     | Trafikplats Järna                       | Katrineholm, Järna                                                                         |
| | 142                                     | Trafikplats Södertälje Syd              | Södertälje Syd                                                                             |
| Motorvägskorsning | 143                                     | Trafikplats Saltskog Östra              | Göteborg, Södertälje C, Nynäshamn                                                          |
| | Rörlig bro                              | Södertäljebron                          | Över Södertälje kanal, öppningsbar, cirka 200 m                                            |
| | 144                                     | Trafikplats Moraberg                    | Södertälje N, Nynäshamn                                                                    |
| | 145                                     | Trafikplats Salem                       | Salem, Rönninge                                                                            |
| | 146                                     | Trafikplats Hallunda                    | Hallunda, Tumba                                                                            |
| | 147                                     | Trafikplats Fittja                      | Fittja, Haninge                                                                            |
| |                                         |                                         |                                                                                            |
| | 148                                     | Trafikplats Vårby                       | Vårby, Huddinge                                                                            |
| | 150                                     | Trafikplats Lindvreten                  | Skärholmen S, Kungens kurva S                                                              |
| |                                         | Förbifart Stockholm                     | Beräknad till 2026                                                                         |
| | 151                                     | Trafikplats Kungens Kurva               | Skärholmen N, Kungens kurva N                                                              |
| | 152                                     | Trafikplats Bredäng                     | Bredäng, Mälarhöjden, Segeltorp, Fruängen (endast söderifrån), Sätra (endast norrifrån)    |
| | 153                                     | Trafikplats Västertorp                  | Älvsjö, Fruängen, Hägerstensåsen, Mälarhöjden                                              |
| | 154                                     | Trafikplats Västberga                   | Västberga, Södermalm                                                                       |
| Motorvägskorsning | 155                                     | Trafikplats Nyboda                      | Södra Länken , Nynäshamn, Årsta Gustavsberg                                                |
| | 156                                     | Trafikplats Nybohov                     | Aspudden, Liljeholmen (endast från/till norr)                                              |
| | 157                                     | Trafikplats Gröndal                     | Gröndal (endast från/till norr)                                                            |
| |                                         | Gröndalsbron                            | cirka 400 m                                                                                |
| | 158                                     | Trafikplats Stora Essingen              | Essingeöarna (endast från/till söder)                                                      |
| |                                         | Essingebron                             | 470 m                                                                                      |
| | 159                                     | Trafikplats Lilla Essingen              | (endast påfart norrgående)                                                                 |
| |                                         |                                         |                                                                                            |
| |                                         | Fredhällstunneln                        | 210 m                                                                                      |
| | 160a                                    | Trafikplats Fredhäll                    | Stockholm C (norrgående)                                                                   |
| | 160b                                    | Trafikplats Fredhäll                    | Vällingby (norrgående)                                                                     |
| |                                         | Trängselskatt                           | 0-40 SEK                                                                                   |
| | 161                                     | Trafikplats Kristineberg                | Hornsberg                                                                                  |
| |                                         |                                         |                                                                                            |
| | 162                                     | Trafikplats Tomteboda                   | Solna, Sundbyberg                                                                          |
| | 163                                     | Trafikplats Karlberg                    | Klarastrandsleden, S:t Eriksplan, Karolinska sjukhuset (söderifrån)                        |
| |                                         | Norra Länken                            |                                                                                            |
| | 164                                     | Trafikplats Norrtull                    | Lidingö, Norrtull                                                                          |
| |                                         | Eugeniatunneln                          | 440 m lång norrut/480 m söderut                                                            |
| | 165                                     | Trafikplats Haga Södra                  | Karolinska sjukhuset (norrifrån)                                                           |
| | 166                                     |                                         | Linvävartorpet (ej norrifrån)                                                              |
| | 167                                     | Trafikplats Haga Norra                  | Solna C, Sundbyberg                                                                        |
| | 168                                     | Trafikplats Frösunda                    | Frösunda, Frösundavik                                                                      |
| | 169                                     | Trafikplats Järva Krog                  | , Sundbyberg, Rissne, Norrtälje                                                            |
| | 170                                     | Trafikplats Sörentorp                   | Helenelund (endast söderut och söderifrån)                                                 |
| Motorvägskorsning | 171                                     | Trafikplats Kista                       | Kista, Silverdal, Sundbyberg, Enköping, Oslo                                               |
| | 172                                     | Trafikplats Tureberg                    | Vällingby, Sollentuna C                                                                    |
| Motorvägskorsning | 173                                     | Trafikplats Häggvik                     | Täby kyrkby, Danderyd, Häggvik                                                             |
| |                                         | Förbifart Stockholm                     | Beräknad till 2026                                                                         |
| | 174                                     | Trafikplats Rotebro                     | Enköping, Rotebro, Norrviken                                                               |
| | 175                                     | Trafikplats Bredden                     | Bollstanäs                                                                                 |
| | 176                                     | Trafikplats Glädjen                     | Vallentuna, Upplands Väsby                                                                 |
| | 177                                     |                                         | Rastplatsen Stora Wäsby                                                                    |
| | 179                                     | Trafikplats Rosersberg                  | Rosersberg                                                                                 |
| | 180                                     | Trafikplats Märsta                      | Sigtuna, Märsta, Arlandastad (endast från/till söder)                                      |
| Motorvägskorsning | 181                                     | Trafikplats Arlanda                     | Arlanda Almunge (båda riktningar), Märsta S (endast norrifrån)                             |
| | 182                                     | Trafikplats Måby                        | Arlanda, Märsta N C (endast norrut och norrifrån)                                          |
| | 184                                     | Trafikplats Brunnby                     | Knivsta, Norrtälje                                                                         |
| |                                         | Rastplats Mora stenar                   | (rastplats endast på norrgående sida)                                                      |
| Motorvägskorsning | 186                                     | Trafikplats Säby                        | Uppsala S, C (endast söderut och söderifrån)                                               |
| | 187                                     | Trafikplats Kumla                       | Almunge, Knutby, Uppsala S, C                                                              |
| | 188                                     | Trafikplats Bärbyleden                  | Uppsala N, C, Gamla Uppsala, Enköping Sala Gimo, Östhammar Gysinge, Sandviken              |
| | 189                                     | Trafikplats Fullerö                     | Storvreta                                                                                  |
| |                                         | Rastplats Torsberget                    | (rastplats endast på södergående sida)                                                     |
| |                                         | Rastplats Tre Ängar                     | (rastplats endast på norrgående sida)                                                      |
| | 190                                     | Trafikplats Björklinge                  | Björklinge, Vattholma                                                                      |
| | 191                                     | Trafikplats Karby                       | Örbyhus, Husby                                                                             |
| | 192                                     | Trafikplats Månkarbo                    | Månkarbo                                                                                   |
| | 193                                     | Trafikplats Tierp                       | Tierp, Hargshamn, Söderfors                                                                |
| | 194                                     | Trafikplats Mehedeby syd                | Mehedeby                                                                                   |
| | 195                                     | Trafikplats Mehedeby                    | Mehedeby, Älvkarleby                                                                       |
| |                                         | Bron över Dalälven                      | cirka 400 m (60°28′15″N 17°23′47″Ö / 60.470927°N 17.396507°Ö)                              |
| | 196                                     | Trafikplats Hyttön                      | Hyttön, Älvkarleö                                                                          |
| | 197                                     | Trafikplats Gävle södra                 | Gävle S, Norrtälje                                                                         |
| | 198                                     | Trafikplats Gävle Bro                   | (rastplats), Andersberg                                                                    |
| Motorvägskorsning | 199                                     | Trafikplats Johanneslöt (Gävle västra)  | Gävle C, Oslo, Falun, Sandviken, Västerås, Örebro                                          |
| | 200                                     | Trafikplats Gävle norra                 | Gävle N                                                                                    |
| |                                         | Rastplats Skarvberget                   |                                                                                            |
| | 201                                     | Trafikplats Hagsta                      | Norrsundet, Hamrånge kyrka, Hagsta rastplats, Ockelbo                                      |
| Landsväg Axmartavlan–Söderhamn (planskilda korsningar mot de flesta allmänna vägar, korsningar med skogsbilvägar finns också) |                                         |                                         |                                                                                            |
| | 202                                     | Axmartavlan                             | Axmarby, Bergby                                                                            |
| |                                         | Rastplats Högbacka                      | (Toaletter endast på södergående sida)                                                     |
| | 203                                     | Trafikplats Tönnebro                    | Tönnebro värdshus, Bollnäs, Ljusdal, Ånge                                                  |
| | 204                                     | Trafikplats Sörljusne                   | Sörljusne, Ljusne, Bergvik                                                                 |
| |                                         | Bron över Ljusnan                       | cirka 200 m (61°14′07″N 17°01′55″Ö / 61.235145°N 17.03207°Ö)                               |
| | 205                                     | Trafikplats Höljebro                    | Ljusne, Onsäng, Söderala                                                                   |
| Motortrafikled Söderhamn–Hudiksvall                                                                                           |                                         |                                         |                                                                                            |
| | 206                                     | Trafikplats Söderhamn södra             | Sandarne, Bollnäs, Falun                                                                   |
| | 207                                     | Trafikplats Söderhamn norra             | Söderhamn (Endast norrut och norrifrån)                                                    |
| | 208                                     | Trafikplats Styvje                      | Kungsgården, Trönö, Skärså, Vågbro                                                         |
| |                                         | Rastplats Alebosjön                     | (Endast södergående trafik)                                                                |
| | 209                                     | Trafikplats Losjö                       | Lindefallet, Långvind                                                                      |
| | 210                                     | Trafikplats Ångersjön                   | Boda bruk, Långvind, Ångersjön rastplats                                                   |
| | 211                                     | Trafikplats Enånger                     | Enånger                                                                                    |
| | 212                                     | Trafikplats Njutånger                   | Njutånger, Nianfors                                                                        |
| | 213                                     | Trafikplats Iggesund                    | Iggesund                                                                                   |
| | 214                                     | Trafikplats Hudiksvall södra            | Hudiksvall, Ljusdal                                                                        |
| Landsväg Hudiksvall–Njurundabommen                                                                                            |                                         |                                         |                                                                                            |
| | 215                                     | Hudiksvall västra                       | Hudiksvall                                                                                 |
| | 216                                     | Trafikplats Skogsta                     | Hälsingtuna k:a, Ilsbo, Bergsjö                                                            |
| |                                         | Hammering                               | Hornslandet, Hagmyren                                                                      |
| |                                         | Välsta                                  | Stocka, Strömsbruk                                                                         |
| |                                         | Vattrång                                | Vattlång                                                                                   |
| |                                         | Harmånger                               | Stocka, Strömsbruk, Rastplats                                                              |
| |                                         | Jättendal                               | Hassela, Jättendal                                                                         |
| |                                         | Gnarp                                   | Sörfjärden, Gnarp                                                                          |
| |                                         | Rastplats Armsjön                       |                                                                                            |
| |                                         | Maj                                     | Maj                                                                                        |
| Motorväg Njurunda-Vivsta |                                         |                                         |                                                                                            |
| | 222                                     | Trafikplats Njurunda                    | Njurundabommen                                                                             |
| |                                         | Bro över Ljungan                        |                                                                                            |
| | 223                                     | Trafikplats Nolby                       | Kvissleby, Matfors                                                                         |
| | 224                                     | Trafikplats Stockvik                    | Stockvik                                                                                   |
| | 225                                     | Trafikplats Skönsmon                    | Sundsvall Trondheim Östersund                                                              |
| |                                         | Sundsvallsbron                          |                                                                                            |
| |                                         | Vägavgift för Sundsvallsbron            | 9 SEK                                                                                      |
| | 226                                     | Trafikplats Skönsberg                   | Skönsberg                                                                                  |
| | 227                                     | Trafikplats Gärdedalen                  | Ortviken, Gärdehov, Alnö, Bosvedjan, Bydalen                                               |
| | 229                                     | Trafikplats Birsta Syd                  | Birsta Köpcentrum, Sundsbruk (endast söderifrån)                                           |
| | 230                                     | Trafikplats Birsta                      | Birsta Köpcentrum, Bergsåker, Alnö, Sundsbruk                                              |
| |                                         | Rastplats Skönviksberget                |                                                                                            |
| | 231                                     | Trafikplats Timrå                       | Timrå C                                                                                    |
| | 232                                     | Trafikplats Vivsta                      | Fagervik, Vivstavarv, Timrå isstadion                                                      |
| Motortrafikled Vivsta–Skeppsholmen                                                                                            |                                         |                                         |                                                                                            |
| | 233                                     | Trafikplats Sörberge                    | Indal, Sollefteå, Bergeforsen, Sörberge, Viksjö                                            |
| |                                         |                                         | Över Indalsälven, cirka 400 m (62°31′05″N 17°25′37″Ö / 62.518141°N 17.426934°Ö)            |
| | 234                                     | Trafikplats Midlanda                    | Midlanda                                                                                   |
| |                                         |                                         | Över Indalsälven, cirka 200 m                                                              |
| |                                         |                                         | Över Indalsälven, cirka 150 m                                                              |
| Landsväg Skeppsholmen–Piteå                                                                                                   |                                         |                                         |                                                                                            |
| | 235                                     | Trafikplats Torsboda I                  | Åstön, Tynderö, Söråker                                                                    |
| | 236                                     | Trafikplats Torsboda II                 | Ala, Gumböle                                                                               |
| | -                                       | Rastplats Bölesjön                      |                                                                                            |
| |                                         | Svarvarböle                             | Hässjö kyrka, Västansjö                                                                    |
| |                                         | Högsnäs                                 | Häggsjö, Häggdångers kyrka, Åvike                                                          |
| |                                         | Antjärn                                 | Billsta, Sörmark, Häggdångers kyrka                                                        |
| |                                         | Fröland                                 | Säbrå kyrka                                                                                |
| | -                                       | Storgatan/Tullportsgatan                | Kattastrand, Universitet                                                                   |
| | 238                                     | Trafikplats Järnvägsgatan               | Centrum (endast söderifrån)                                                                |
| | 239                                     | Trafikplats Rosenhill                   | Centrum                                                                                    |
| | 240                                     | Trafikplats Godstjärn                   | Viksjö, Bondsjö, Godstjärn, Folkets Park                                                   |
| | 241                                     | Trafikplats Saltvik                     | Djuphamnen Saltvik, Bondsjöhöjden                                                          |
| | 244                                     | Trafikplats Utansjö                     | Utansjö, Vålånger                                                                          |
| | 245                                     | Trafikplats Mörtsal                     | Sollefteå, Kramfors, Lunde                                                                 |
| |                                         | Högakustenbron                          | Över Ångermanälven, 1 867 m längd, 1 210 m spännvidd                                       |
| | -                                       | Rastplats Hornöberget                   | Hornöberget, Hotell Höga Kusten                                                            |
| | 246                                     | Trafikplats Nyadal                      | Klockestrand, Nyadal, Lövvik                                                               |
| | 247                                     | Trafikplats Skullersta                  | Nora kyrka, Nordvik                                                                        |
| | 248                                     | Trafikplats Gräta                       | Nora kyrka, Herrskog                                                                       |
| | 249                                     | Trafikplats Gallsäter Södra             | Nordingrå kyrka, Gallsäter                                                                 |
| | 250                                     | Trafikplats Gallsäter Norra             | Lugnvik, Gallsäter Kramfors (avfart endast norrifrån)                                      |
| | 251                                     | Trafikplats Bjästa                      | Bjästa, Köpmanholmen, Sidensjö                                                             |
| |                                         | Överhörnäs                              | Sidensjö, Sollefteå, Åsele, Bredbyn, Mellansel                                             |
| | 252                                     | Trafikplats Gålnäs                      | Själevad, Domsjö, Solängets travbana                                                       |
| |                                         |                                         | Fredrika, Björna                                                                           |
| | 255                                     | Trafikplats Arnäs                       | Gideå, Örnsköldsviks flygplats                                                             |
| | 256                                     | Trafikplats Olstorp                     | Husum, Örnsköldsviks flygplats, Björna                                                     |
| | 257                                     | Trafikplats Lögdeå S                    | Långron, Lögdeå, Rönnholm                                                                  |
| | -                                       | Trafikplats Lögdeå N                    | Lögdeå, Rundvik                                                                            |
| | -                                       | Trafikplats Rödviken                    | Nordmaling S, Bjurholm, Norrfors, Olofsfors                                                |
| | -                                       | Trafikplats Kungsvägen                  | Nordmaling C                                                                               |
| | -                                       | Trafikplats Levar                       | Nordmaling N, Levar                                                                        |
| | -                                       | Trafikplats Stöcksjö                    | Ö Stöcksjö, Norrmjöle                                                                      |
| |                                         | Söderslättsrondellen                    | Centrum (E4 svänger)                                                                       |
| |                                         | Alviksrondellen                         | Vasa, Holmsund; (Umeå Airport), Teg, Östteg. (E4 svänger)                                  |
| |                                         | Lillåbron                               | Över Ume älv, 170 m                                                                        |
| | -                                       |                                         | Ön (Endast norrgående körbana)                                                             |
| |                                         | Kolbäcksbron                            | Över Ume älv, 530 m                                                                        |
| |                                         | Gimonäsrondellen                        | Carlshem, Ålidhem, Strömpilen, Gimonäs                                                     |
| |                                         | Carlshemsrondellen                      | Carlshem N, Carlslid S; Ålidhem Ö                                                          |
| |                                         | Carlslidrondellen                       | Carlslid N, Ålidhem N                                                                      |
| |                                         | Tomteborondellen                        | Centrum, Ålidhem C; Tomtebo, Täfteå                                                        |
| |                                         | Universitetsrondellen                   | Universitet                                                                                |
| | -                                       | Trafikplats Mariehem                    | Mariehem, NUS                                                                              |
| |                                         | Nydalarondellen                         | Vännäs, Mo i Rana; Dorotea; Ersboda, Marieberg. (E4 svänger)                               |
| | -                                       | Trafikplats Sävar Södra                 | Sävar, Bullmark, Täfteå                                                                    |
| | -                                       | Trafikplats Sävar Norra                 | Sävar, Skeppsvik, Passbåt Holmön                                                           |
| | -                                       | Trafikplats Yttervik                    | Skelleftehamn, Yttervik, Innervik                                                          |
| | -                                       | Trafikplats Tjärn                       | Yttervik, Innervik, Tjärn (endast till/från norr)                                          |
| | -                                       |                                         | Burträsk, Hammarängen                                                                      |
| |                                         |                                         | Bastuträsk, Skråmträsk, Örviken, Anderstorp                                                |
| |                                         | Viktoriabron                            | Över Skellefte älv, cirka 200 m                                                            |
| | -                                       |                                         | (Strandgatan) Nordanå P-hus                                                                |
| | -                                       | Trafikplats Skellefteå                  | Skelleftehamn; Boliden, Arvidsjaur, Bodö (endast till/från söder)                          |
| |                                         |                                         | Skelleftehamn; Bodö, Boliden; Moröhöjden; Norrvalla                                        |
| | -                                       |                                         | Bodö; Skelleftehamn; Hedensbyn                                                             |
| | -                                       |                                         | Slalomvägen                                                                                |
| | -                                       |                                         | Skelleftehamn, Morö Backe                                                                  |
| | -                                       | Trafikplats Solbacken                   | Solbacken                                                                                  |
| | -                                       |                                         | Boviken, Fällbäcken                                                                        |
| | -                                       | Trafikplats Kåge S                      | Kåge S, Kåge Hamn, Bjässviken                                                              |
| | -                                       | Trafikplats Kåge N                      | Kåge N, Jörn, Ersmark                                                                      |
| | -                                       |                                         | Spisen, Brännäset                                                                          |
| | -                                       | Trafikplats Frostkåge                   | Frostkåge, Östanbäck                                                                       |
| | -                                       | Trafikplats Ostvik                      | Stavaträsk, Drängsmark, Ostvik                                                             |
| | -                                       | Trafikplats Björkhammar                 | Björkhammar                                                                                |
| | -                                       |                                         | Rastplats Byske (endast norrgående)                                                        |
| | -                                       |                                         | Byske, Lundbäck                                                                            |
| | -                                       |                                         | Byske, Fällfors                                                                            |
| | -                                       |                                         | Tåme, Tåmeträsk                                                                            |
| | -                                       |                                         | Ålund, Renholmen, Åbyn                                                                     |
| | -                                       |                                         | Jävre                                                                                      |
| | -                                       |                                         | Jävre, Hemmingsmark                                                                        |
| | -                                       | Trafikplats Bergsviken                  | Arvidsjaur, Långträsk, Bergsviken                                                          |
| |                                         |                                         | Över Pite älv/Bergvikssundet, cirka 400 m (65°18′50″N 21°24′36″Ö / 65.314016°N 21.40995°Ö) |
| | -                                       | Trafikplats Piteå Södra                 | Munksund, Piteå C                                                                          |
| | -                                       |                                         | Backen Affärscentrum (endast avfart från söder)                                            |
| Motorväg Piteå–Norrfjärden |                                         |                                         |                                                                                            |
| | -                                       | Trafikplats Piteå Norra                 | Älvsbyn, Piteå N, Öjebyn                                                                   |
| | -                                       | Trafikplats Boviken                     | Älvsbyn, Öjebyn                                                                            |
| Landsväg Norrfjärden–Gäddvik                                                                                                  |                                         |                                         |                                                                                            |
| | -                                       | Trafikplats Ersnäs                      | Alhamn, Mörön, Vallen, Sjulsmark                                                           |
| | -                                       | Trafikplats Antnäs                      | Älvsbyn, Arvidsjaur, Antnäs, Alvik, Måttsund, Kallax                                       |
| | -                                       | Trafikplats Måttsund                    | Måttsund                                                                                   |
| Motortrafikled Gäddvik–Rutvik 10km                                                                                            |                                         |                                         |                                                                                            |
| | -                                       | Trafikplats Södra Gäddvik               | Kallax flygplats, Bergnäset, Luleå, Bälinge                                                |
| |                                         | Nya Gäddviksbron                        | över Lule älv, cirka 600 m längd                                                           |
| | 308                                     | Trafikplats Norra Gäddvik               | Storheden, Gammelstaden                                                                    |
| Motorvägskorsning | -                                       | Trafikplats Notviken                    | Boden, Jokkmokk; Luleå                                                                     |
| Landsväg Rutvik–Haparanda–Torneå                                                                                              |                                         |                                         |                                                                                            |
| | -                                       | Trafikplats Rutvik                      | Luleå, Rutvik, Porsön                                                                      |
| | -                                       | Trafikplats Persön                      | Bensbyn, Brändön, Persön                                                                   |
| |                                         | Börjelslandet                           | Boden                                                                                      |
| | -                                       | Trafikplats Råneå Södra                 | Råneå, S Prästholm, Gunnarsheden?                                                          |
| | -                                       | Trafikplats Råneå Norra                 | Råneå, Niemisel                                                                            |
| | -                                       | Trafikplats Jämtön                      | Jämtön, Vitå, Rörbäck                                                                      |
| |                                         |                                         | Siknäs, Hyttgården                                                                         |
| | -                                       | Trafikplats Töre                        | Töre, Kiruna, Narvik                                                                       |
| | -                                       | Trafikplats Åkroken                     | Morjärv, Börjelsbyn, Forsbyn?                                                              |
| |                                         | Kalixbron                               | Över Kalix älv, cirka 300 m (65°51′09″N 23°07′45″Ö / 65.852491°N 23.129225°Ö)              |
| | -                                       | Trafikplats Lampen                      | Karlsborg                                                                                  |
| | -                                       | Trafikplats Vånafjärden                 | Vånafjärden, Karlsborg                                                                     |
| |                                         | Sangis                                  | Övertorneå                                                                                 |
| | -                                       |                                         | Björka, Kärsta                                                                             |
| | -                                       | Haparanda                               | Karesuando                                                                                 |
| | 2 st                                    |                                         | Centrum, IKEA                                                                              |
| |                                         | Riksgräns                               | Sverige–Finland                                                                            |
| |                                         |                                         | Keskusta Centrum                                                                           |
| |                                         |                                         | Över Torne älv, cirka 250 m (65°50′41″N 24°09′21″Ö / 65.844717°N 24.155953°Ö)              |
| |                                         |                                         | 29 Kemi, 21 Kilpisjärvi                                                                    |

## Län och kommuner
E4 passerar genom följande län och kommuner i Sverige, räknat från norr till söder:
- Norrbottens län
  - Haparanda kommun
  - Kalix kommun
  - Luleå kommun
  - Piteå kommun
- Västerbottens län
  - Skellefteå kommun
  - Robertsfors kommun
  - Umeå kommun
  - Nordmalings kommun
- Västernorrlands län
  - Örnsköldsviks kommun
  - Kramfors kommun
  - Härnösands kommun
  - Timrå kommun
  - Sundsvalls kommun
- Gävleborgs län
  - Nordanstigs kommun
  - Hudiksvalls kommun
  - Söderhamns kommun
  - Gävle kommun
- Uppsala län
  - Älvkarleby kommun
  - Tierps kommun
  - Uppsala kommun
  - Knivsta kommun
- Stockholms län
  - Sigtuna kommun
  - Upplands Väsby kommun
  - Sollentuna kommun
  - Solna kommun
  - Stockholms kommun
  - Huddinge kommun
  - Botkyrka kommun
  - Salems kommun
  - Södertälje kommun
- Södermanlands län
  - Trosa kommun
  - Nyköpings kommun
- Östergötlands län
  - Norrköpings kommun
  - Linköpings kommun
  - Mjölby kommun
  - Ödeshögs kommun
- Jönköpings län
  - Jönköpings kommun
  - Vaggeryds kommun
  - Värnamo kommun
- Kronobergs län
  - Ljungby kommun
  - Markaryds kommun
- Skåne län
  - Örkelljunga kommun
  - Klippans kommun
  - Åstorps kommun
  - Helsingborgs kommun